# Koningskroon
Een koningskroon is een kroon die koningen dragen. Een kroon is een deel van de regalia, bijzondere voorwerpen die bij de functie van een koning behoren. Mensen hebben altijd en in bijna alle culturen hun rang onderstreept door iets bijzonders op hun hoofd te dragen. Het heeft als bijkomend voordeel dat de gezagsdrager ook groter lijkt.
Het moment dat een koning voor het eerst een kroon op zijn hoofd krijgt geplaatst, wordt de kroning genoemd. Dit bijzondere moment, vaak onderdeel van een uitgebreid ritueel waarin ook een zalving en allerlei andere rituelen en voorwerpen een rol spelen, sprak zozeer tot de verbeelding dat de kroon, en niet de scepter of rijksappel, bij uitstek het symbool van koningschap werd.

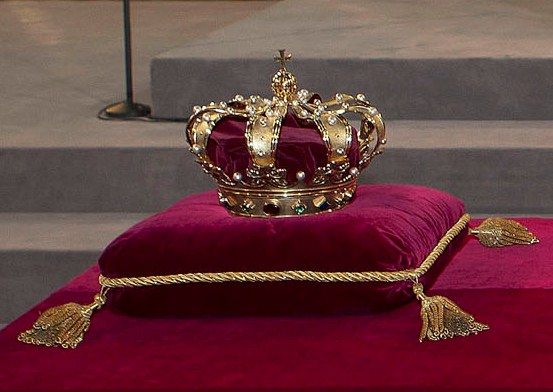
Kroon van het koninkrijk der Nederlanden

Kroon van België

## DeLage Landen

### België
Een koningskroon is in België in afbeeldingen boven het koninklijke wapenschild geplaatst. In werkelijkheid beschikt het land niet over een kroon.

### Het Koninkrijk Holland
Lodewijk Napoleon Bonaparte aanvaardde de troon, maar werd niet gekroond. Het koninkrijk bezat ook geen kroon. Desondanks was er voor heraldisch gebruik een kroon nodig om op wapenschilden en documenten te plaatsen. De kroon van Holland was een beugelkroon met fleurons en parels op pieken, die opvallend genoeg géén kruis op de rijksappel die boven op de kroon was aangebracht, droeg. De kroon was niet gevoerd.

### Nederland
De stadhouders en ook de republiek der Verenigde Nederlanden bezaten geen koningskroon. Koning-stadhouder Willem III gebruikte de Engelse regalia. Er waren wel kronen die bij de begrafenissen van Willem van Oranje en zijn opvolgers werden gebruikt. Bij Willem van Oranje en ook bij zijn zoon Maurits was het, volgens de afbeeldingen, een diadeem met vier fleurons dat voor de kist werd uitgedragen.
Koning-stadhouder Willem III en zijn vrouw werden in Londen begraven, maar bij de begrafenis van stadhouder Willem IV verschijnt een beugelkroon ten tonele. Een diadeem met beugels, wereldbol en kruis zou aan het hoofdeind van het opgebaarde lijk hebben gestaan. Het is niet bekend om wat voor kroon het hier gaat, er zijn geen afbeeldingen en de kroon zelf is verloren gegaan.
Bij begrafenissen in de 19e eeuw en ook bij de begrafenis van koningin Emma werd de kist steeds door een koningskroon gedekt. Het is niet met zekerheid bekend of men de kroon van 1815 of die die in 1840 werd vervaardigd daarvoor heeft gebruikt.

#### Koning Willem I, een koning met een koperen kroon
Bij de inhuldiging van koning Willem I (toen nog soeverein vorst) op 30 maart 1814 in Amsterdam was er geen kroon aanwezig. Op 21 september 1815, toen de koning in Brussel werd ingehuldigd, waren de nieuwe kroon en de andere, inderhaast vervaardigde, regalia daags tevoren in Brussel aangekomen.
De kroon was gesmeed uit verguld koper en met op gekleurd papier gezette glazen stenen en namaakparels versierd. De stenen waren onregelmatig verdeeld over een diadeem met een doorsnee van 20 centimeter dat te groot was om te dragen. In de onderrand zitten gaten die bestemd lijken om de kroon op een kussen vast te binden.
Het vermoeden bestaat dat deze onpraktische en ondraagbare kroon de bij de begrafenis van stadhouder Willem IV op 4 februari 1752 gebruikte begrafeniskroon was.
Uit 1814 en 1815 is de correspondentie tussen de koning en de Hoge Raad van Adel bewaard gebleven maar van de kroon en de andere juwelen is geen rekening te vinden.

#### De Hoge Raad van Adel stelt een kroon vast

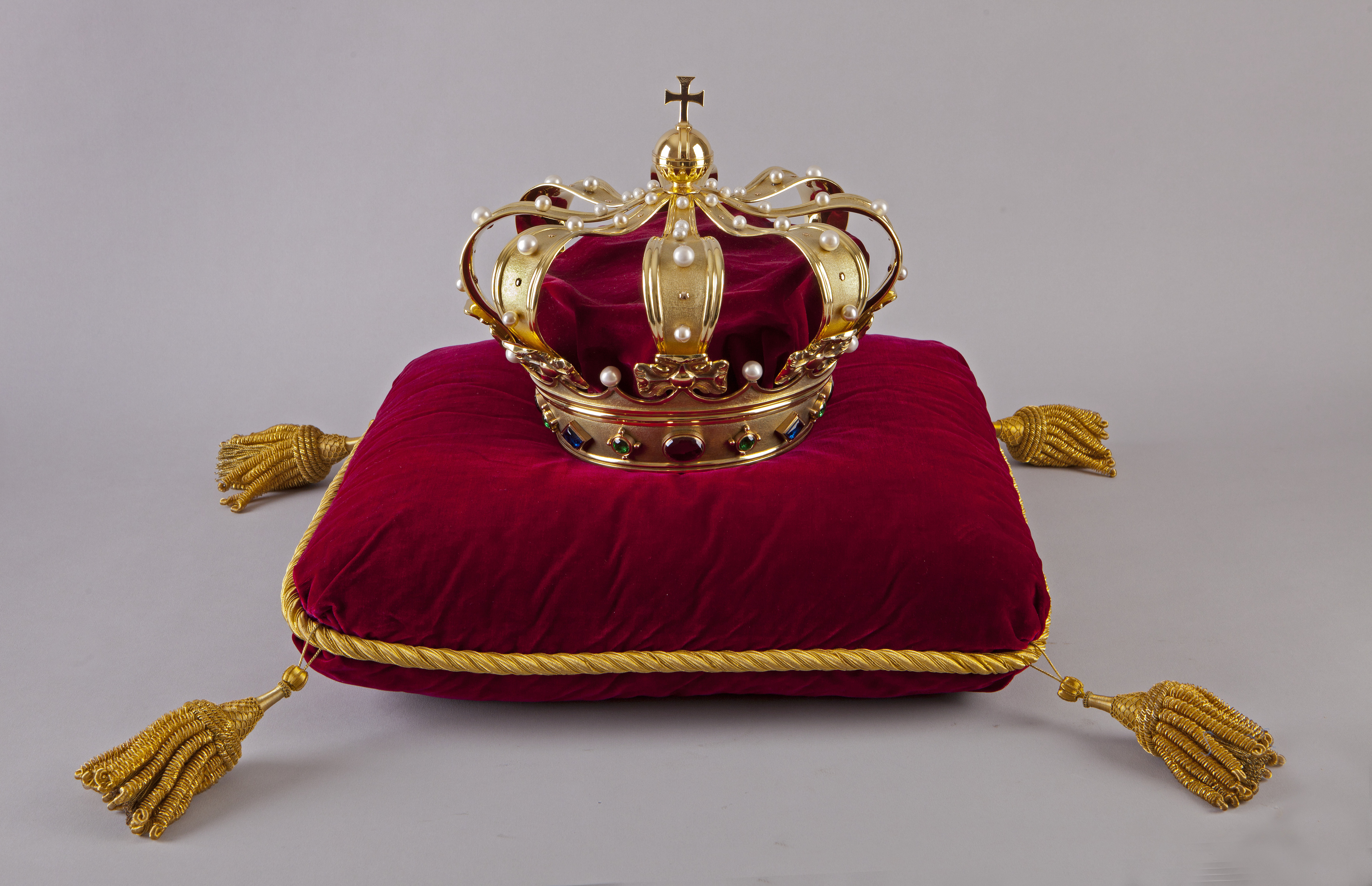
De kroon van het Koninkrijk der Nederlanden.

Op briefpapier, documenten, knopen, onderscheidingen en uniformen van een koninkrijk is de kroon afgebeeld als herkenbaar teken van macht. De kroon dekt ook het wapen van de koning. Over het uiterlijk van die kroon, dat wil zeggen de wijze waarop deze wordt afgebeeld, mag dus geen misverstand bestaan. De Nederlandse heraldische koninklijke kroon werd daarom in 1816 bij Koninklijk Besluit of Kabinetsorde van 24 juni 1816 nr. 77 vastgesteld. Deze koningskroon bestaat uit een met edelstenen bezette gouden hoofdband met daarop gouden fleurons en daartussen parels op (korte) gouden pieken. De Nederlandse kroon is een beugelkroon, achter de fleurons steken acht met parels bezette beugels, ook wel (oprijzende) diademen genoemd, omhoog. Waar deze samenkomen is op de top een kleine rijksappel te zien. De echte kroon is gevoerd met rood fluweel, dat in de heraldische kroon meestal ontbreekt.
Deze koningskroon is in Nederland in afbeeldingen boven het koninklijke wapenschild geplaatst. Het wapen van de koning is ook het wapen van het koninkrijk. In dat rijkswapen wordt de kroon van voren afgebeeld, dan ziet men vijf beugels en fleurons met daartussen vier parels.

#### De kroon van 1840
Koning Willem II liet voor zijn inhuldiging in Amsterdam een nieuwe kroon ontwerpen door de gerenommeerde Amsterdamse juweliersfirma Bonebakker. Het ontwerp en de uitvoering werden overgelaten aan de werkmeester Theodorus Gerardus Bentvelt. Deze volgde uiteraard het voorgeschreven model van de heraldische kroon. Er was opnieuw grote haast geboden want koning Willem I was zeer plotseling, op 7 oktober 1840, afgetreden. Nog geen twee maanden later, op 27 november 1840, één dag voor de inhuldiging werd de kroon, samen met een rekening van 1470 gulden (800 gulden voor de kroon, 600 gulden voor de meesterknecht, 70 gulden voor het met fluweel beklede kistje) op het paleis bezorgd. Uit de bewaard gebleven boekhouding van Bonebakker blijkt dat de geslepen glazen imitatiestenen, de zogenaamde strass, Fl. 38,60 hebben gekost en voor de 72 "parels" (doorboorde koperen kogeltjes bedekt met een pasta van lijm, gelatine en visschubben van witvis) Fl. 11,50 werd betaald.
De kroon was van vuurverguld zilver. Een deel van de kroon is matgoud. Andere delen zijn gepolijst.
De kroon lag met de eveneens voor deze inhuldiging vervaardigde rijksappel, grondwet en scepter op een credenstafel in de Nieuwe kerk en werd daarna tot de inhuldiging van koning Willem III niet meer gezien.
Ruim op tijd voor de inhuldiging van koningin Wilhelmina in 1898 liet koningin-regentes Emma de kroon nazien door een juwelier. Juwelier C.P. 't Hart in Den Haag verving de 72 imitatieparels door 48 nieuwe, niet doorboorde imitaties die op stiftjes werden vastgelijmd. Op de opengevallen plaatsen werden kleine knopjes aangebracht om de gaten in de beugels te maskeren. De jonge koningin is met de kroon met 72 parels gefotografeerd, maar een schilderij van de inhuldiging laat een kroon met 48 parels zien.
De gouden koets en de crème caleche, beide uit 1898, en ook de in 1998 omgebouwde gala-lijkwagen vertonen kronen met 72 parels.
De kroon van koning Willem II is nu zesmaal gebruikt bij een inhuldiging. Hoewel de kroon slechts een geringe waarde heeft wordt hij in een kluis bewaard en heeft het publiek de kroon slechts tweemaal kunnen zien, te midden van een zee van bloemen op de kist van de opgebaarde koningin Emma en op de tentoonstelling "Theater van Staat" die in 1990 op Het Loo werd gehouden.
Tot 27 juli 1963 waren de beide kronen, de scepter, de rijksappel, het rijkszwaard en de geborduurde standaard privébezit van de koning. Koningin Juliana droeg deze symbolen van haar regering samen met de fluwelen kroningsmantel over aan de Stichting Regalia van het Huis Oranje-Nassau.
De weergave van de Nederlandse kroon op wapenborden van hofleveranciers en ook op staatsieportretten is vaak onnauwkeurig. Misschien kreeg een schilder als Joseph Paelinck, die in 1819 een portret van koning Willem I met een niet gevoerde en slechts in de verte op de Nederlandse kroon gelijkende kroon schilderde, de kroon ook nooit te zien.
In november 2013 ontstond er ophef omdat op een nieuwe koningszegel van PostNL niet de Nederlandse Kroon staat afgebeeld.

## Kronen in andere Europese staten
De koningskroon in andere (historische) Europese staten zag er per land zeer verschillend uit.

### Bulgarije

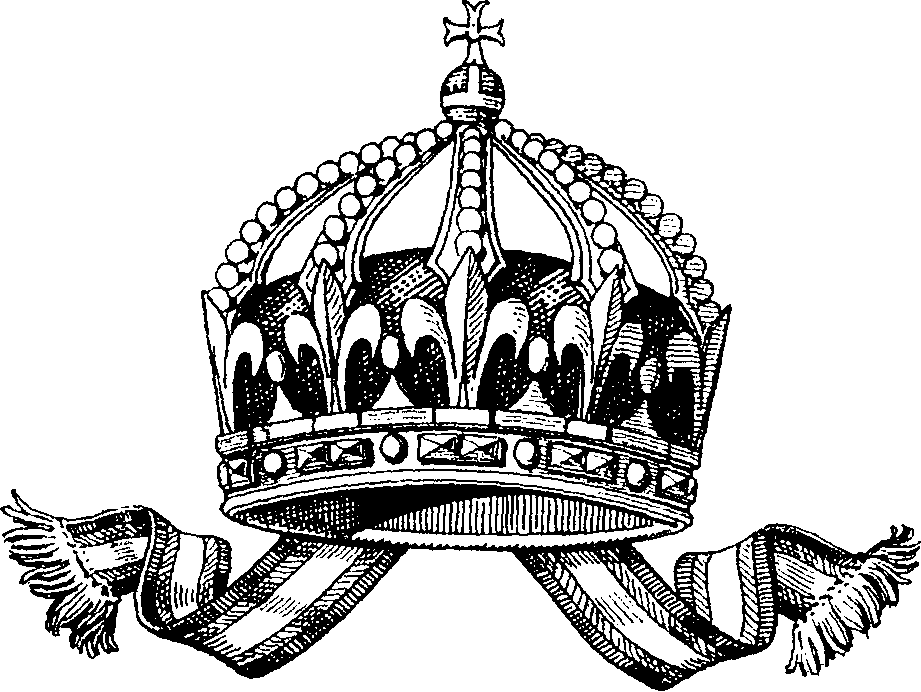
De kroon van Bulgarije

De monarchie liet in Bulgarije hun eigen kronen en regalia maken. Dit land heeft een typische kroon. De diadeem bestaat alleen uit fleurs de lis, naar het voorbeeld van de Franse kroon. Normaliter bestaat de diadeem ook uit andere figuren als bloemen of kruizen. Onder aan de kroon hangen twee linten, gelijk aan de bisschopsmijter en aan andere Oost-Europese kronen.

### Denemarken
De kroon van Denemarken was gemaakt voor koning Christiaan VI. Bestaat uit een gouden band met edelstenen, daarop acht beugels en daarop een rijksappel met een kruis op de top. Een oudere kroon, gemaakt in 1595, zonder beugels, rijksappel of kruis, bestaat nog. De laatste koning van Denemarken die werd gekroond was Christiaan VIII.
Er is ook voor Christiaan IV een speciaal soort kroon ontworpen. Deze kroon heeft een vorm van een mijter, een zogenaamde keizerskroon. Dit ontwerp werd gemaakt in 1595-1596 maar is nooit ontwikkeld, vermoedelijk vanwege de Dertigjarige Oorlog. Deze kroon doet denken aan de Oostenrijkse rudolfskroon.

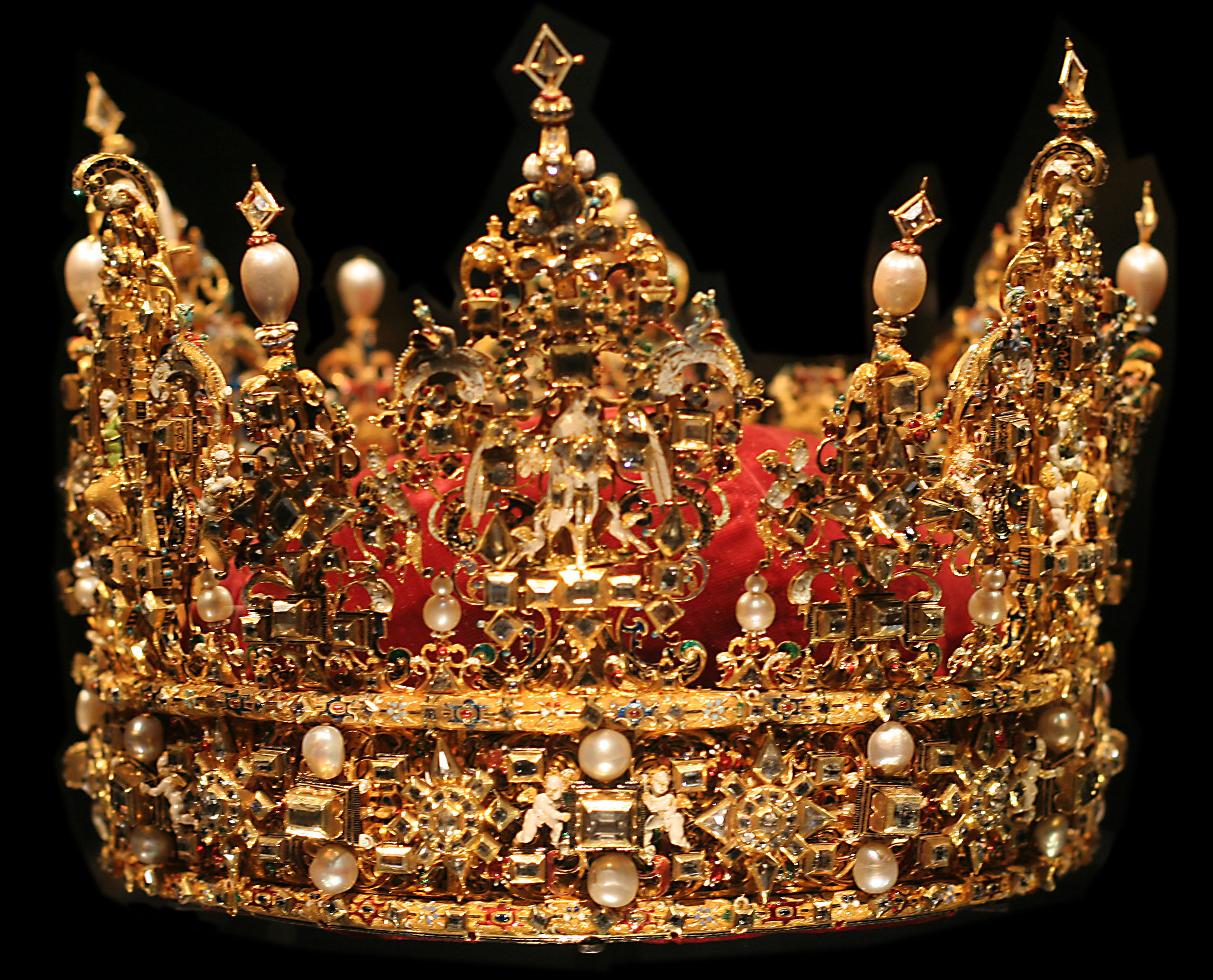
Kroon van Christiaan IV van Denemarken.
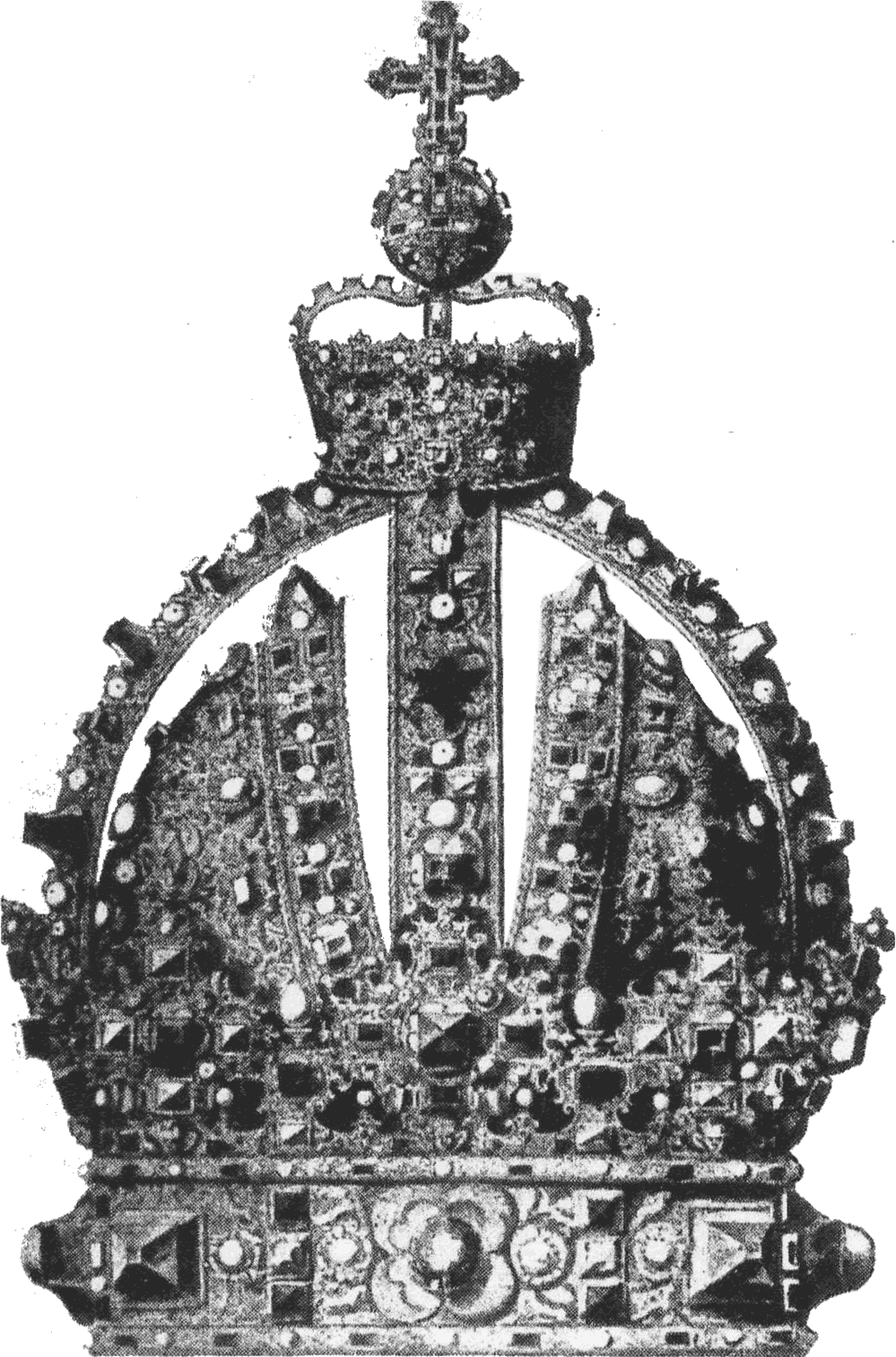
Mijterkroon ontworpen voor Christiaan IV
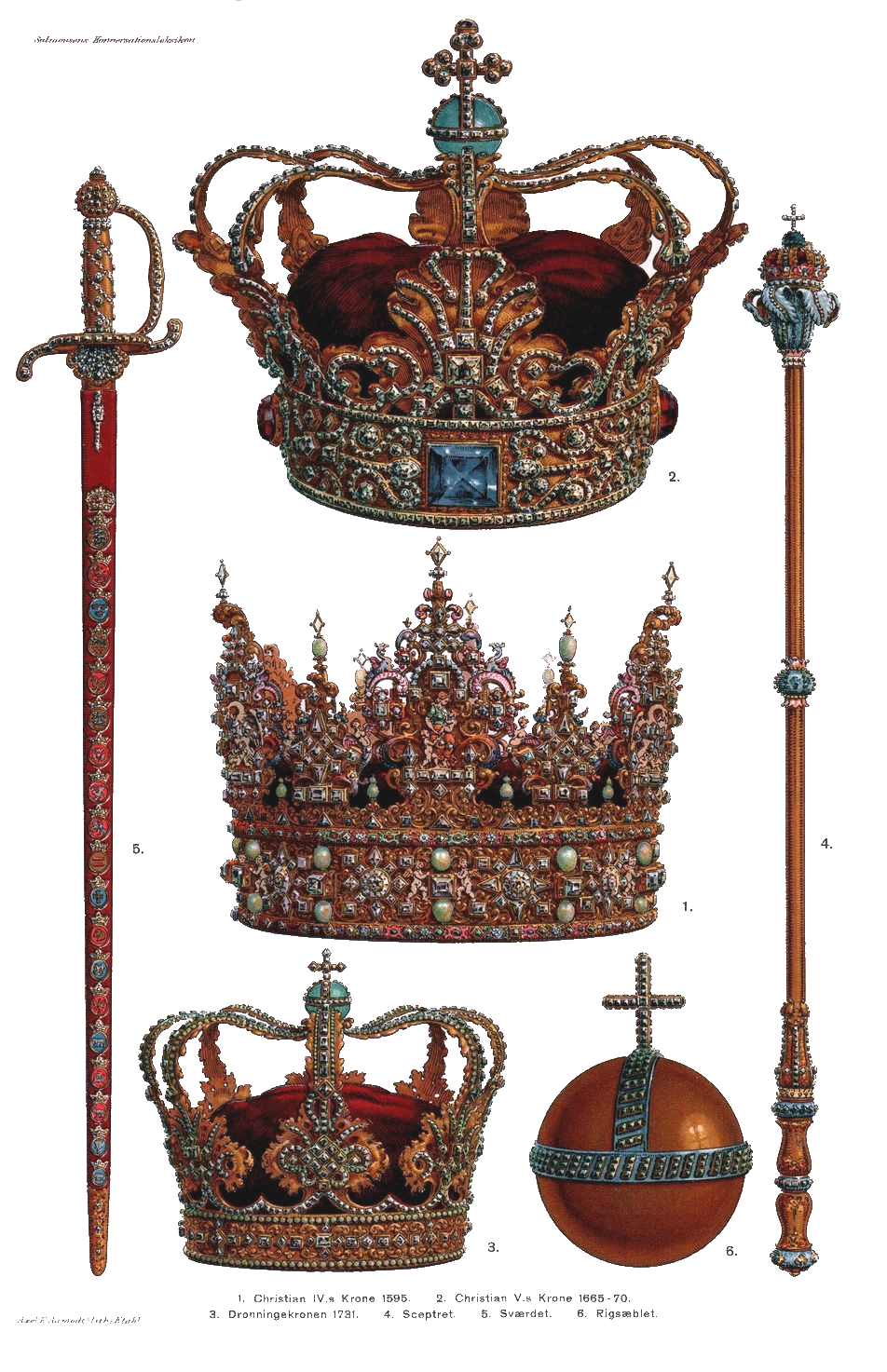
Diverse regalia van Denemarken.
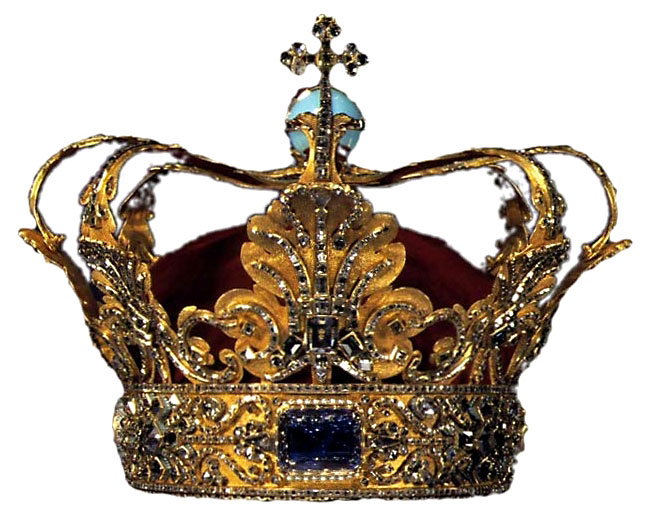
Kroon van Christiaan V

### Duitsland
Toen de periode van het Heilige Roomse Rijk voorbij was (1806), ontstonden er in Duitsland verschillende koninkrijken die elk hun koningskroon hadden. Dit waren de koninkrijken Pruisen, Beieren, Saksen, Hannover en Württemberg.

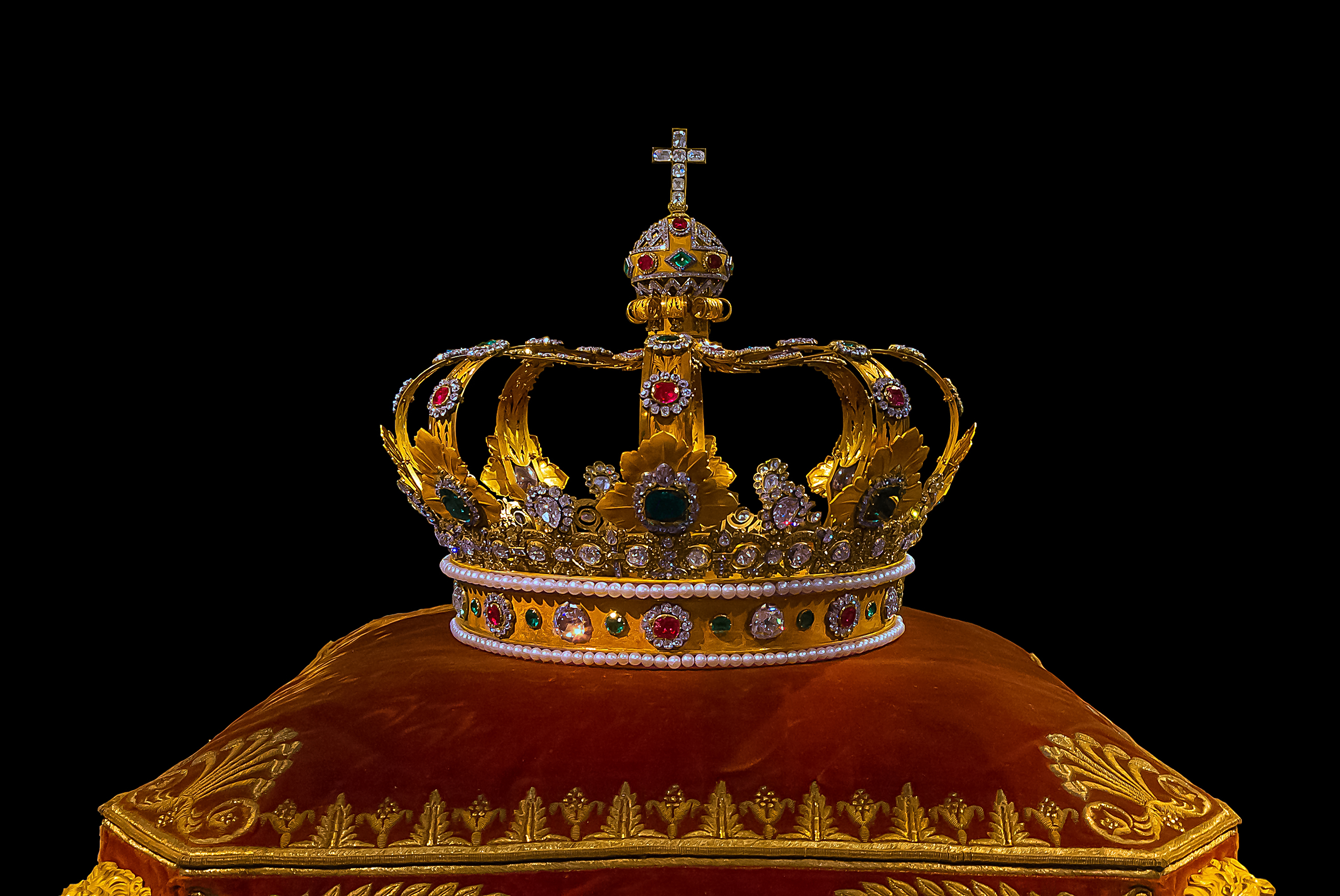
Kroon van koninkrijk Beieren
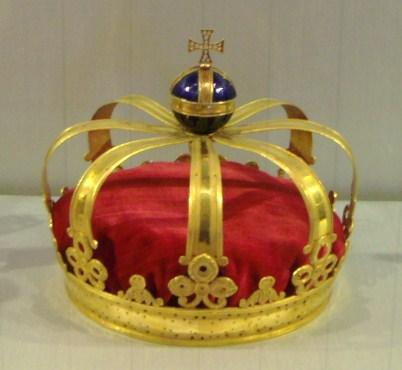
Kroon van Frederik I van Pruisen
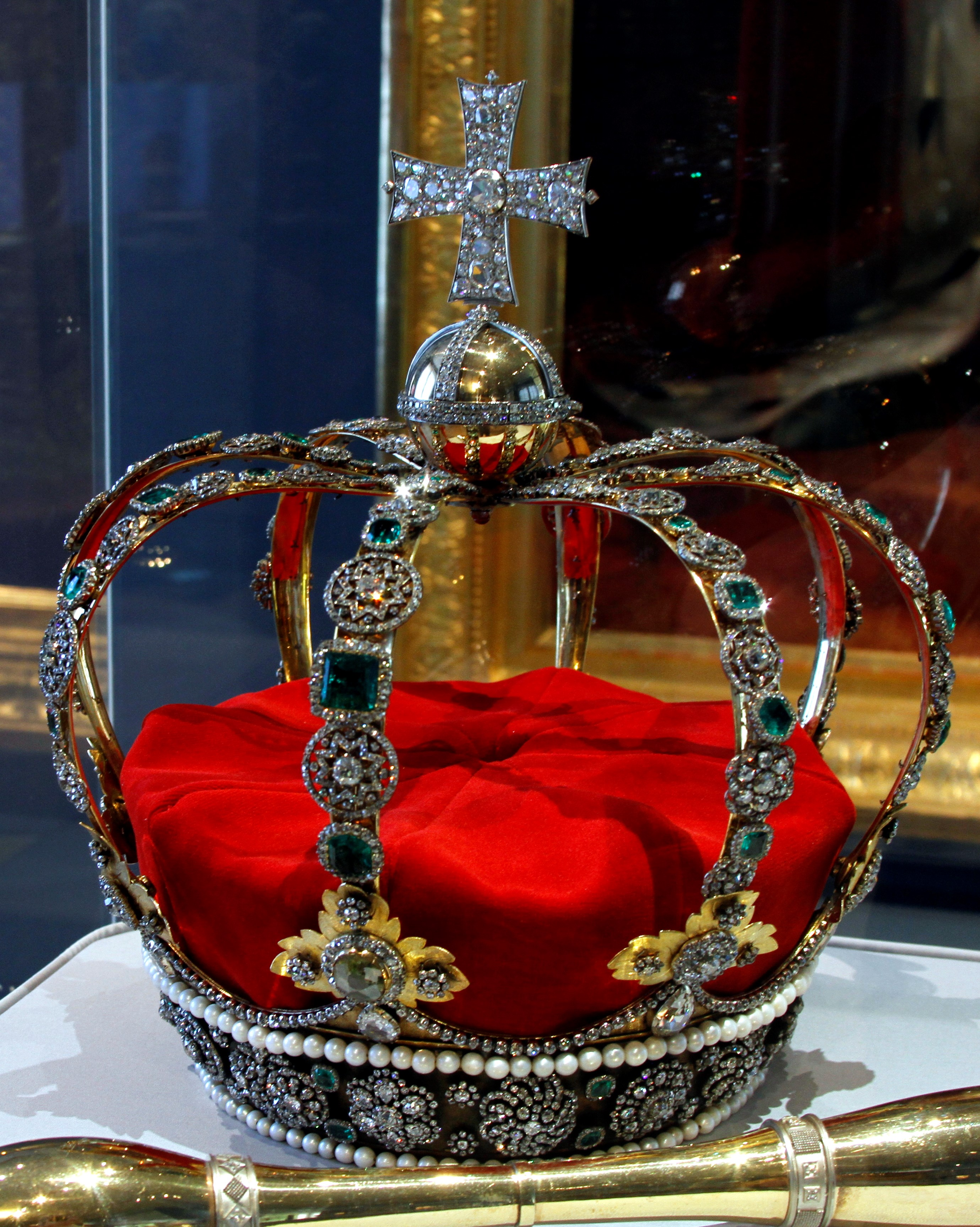
Kroon van koninkrijk Württemberg

### Engeland
De kroon van Sint-Eduard bestaat uit een gouden band, versierd met rode en blauwe edelstenen met opstaande Franse lelies en in het midden witte kruisen. Deze ondersteunen vier beugels met parels. De beugels op hun beurt ondersteunen een rijksappel met een anglicaans kruis op de top. Deze kroon combineert de Franse en Engelse kronen tot één, omdat de koning van Engeland ook aanspraak kon maken op de Franse troon. De kroon is na het herstel van de monarchie onder Karel II van Engeland vervaardigd. Oudere kronen werden tijdens de republiek omgesmolten.
De Britse koningen bezitten een groot aantal kronen.

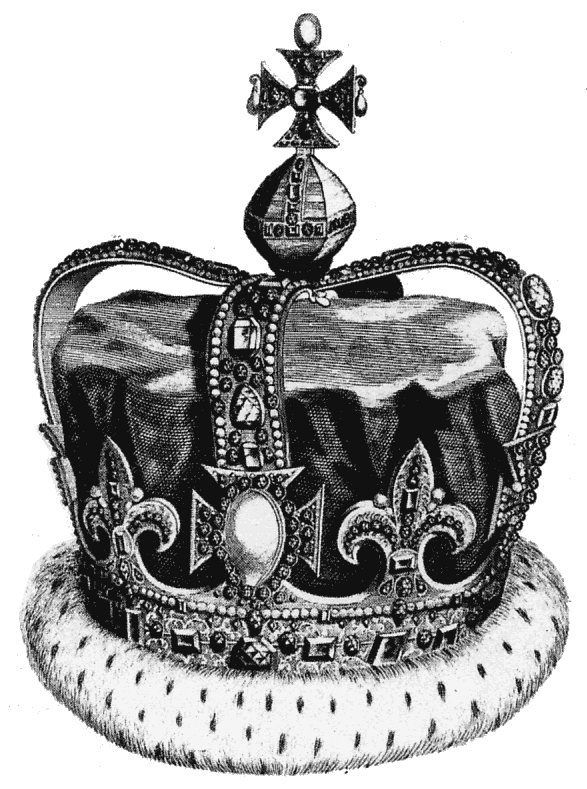
Kroon van Karel II van Engeland.
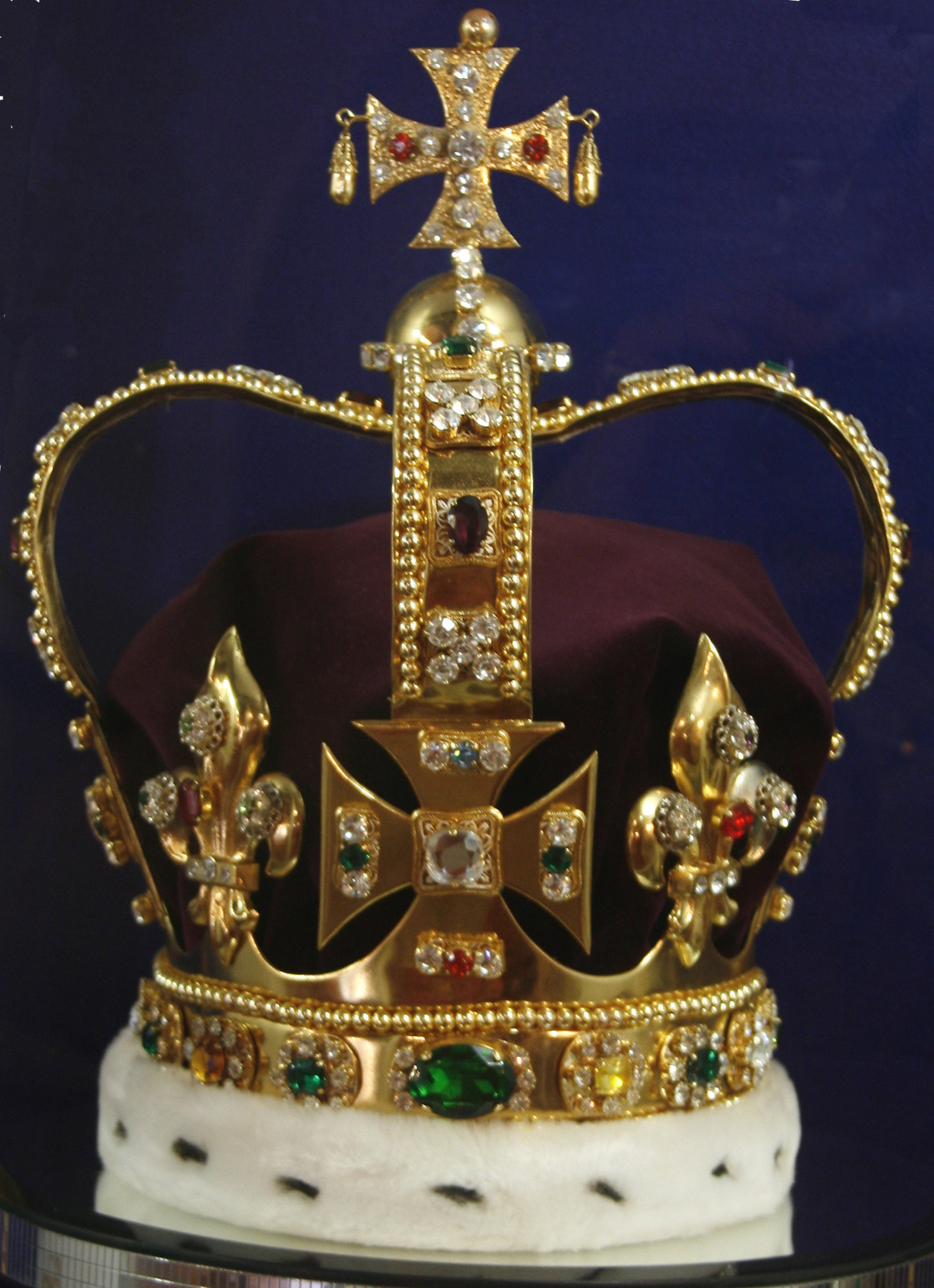
Kopie van de St. Edward kroon in de Bahama's.
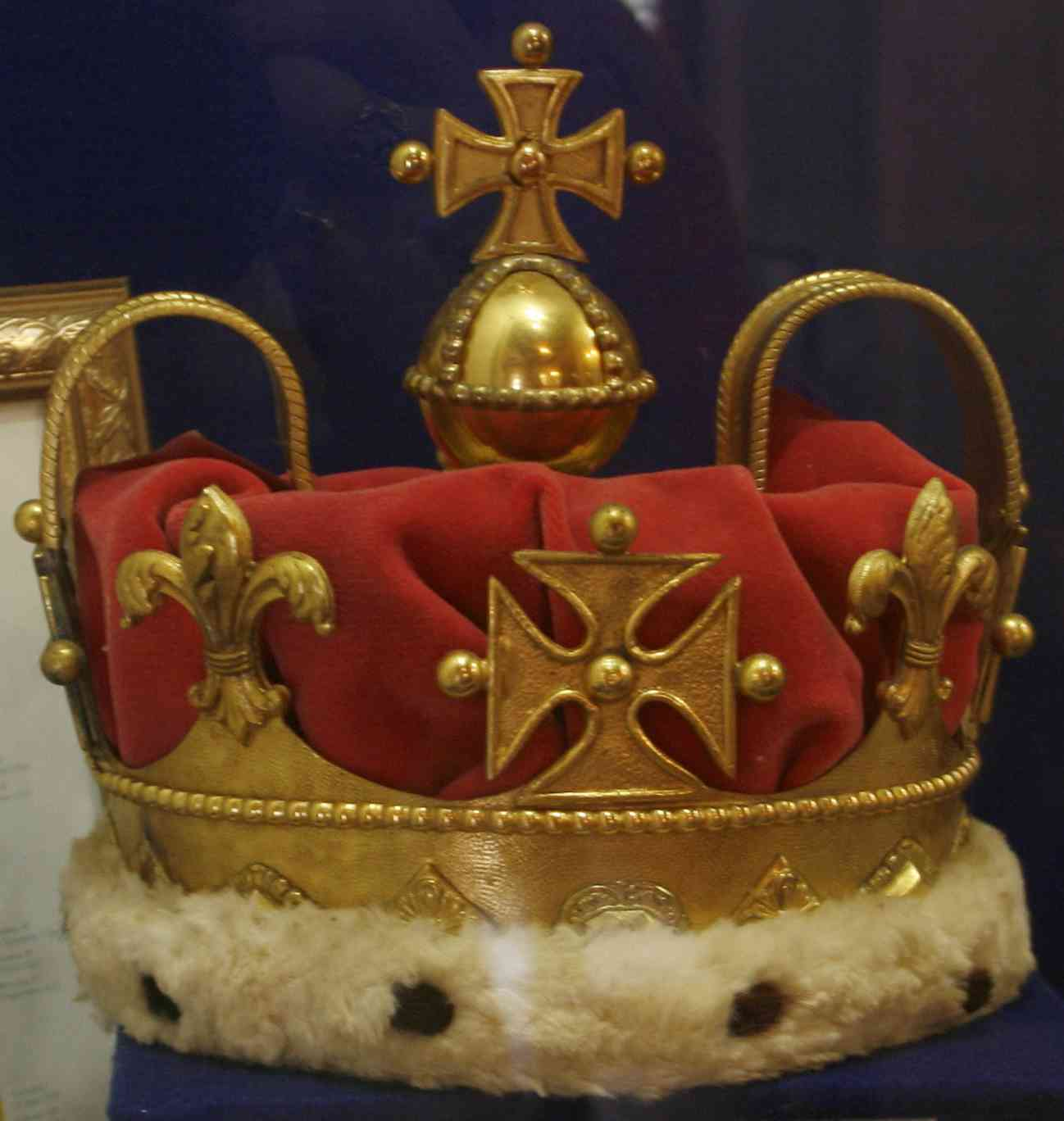
Kroon van Frederik, Prins van Wales
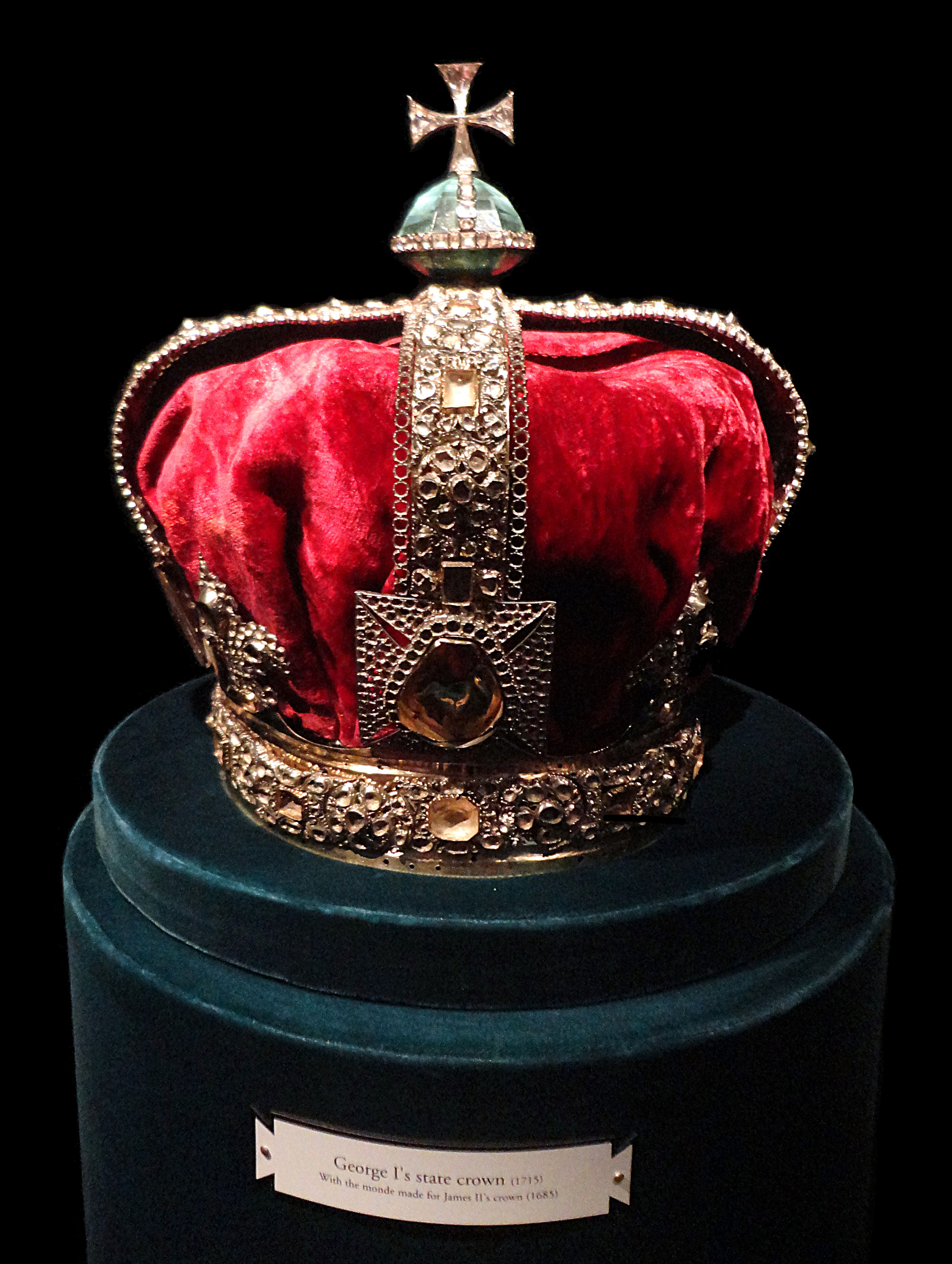
Kroon in de Tower van Londen.
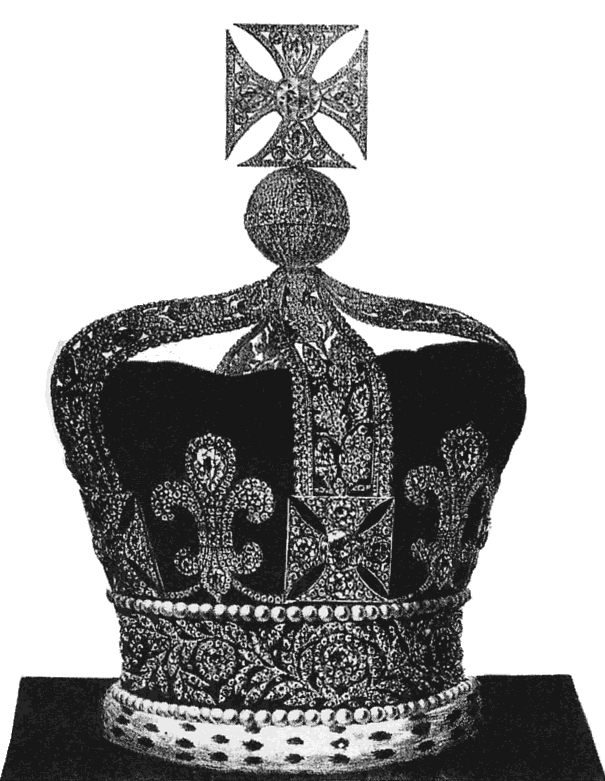
Staats kroon van George IV
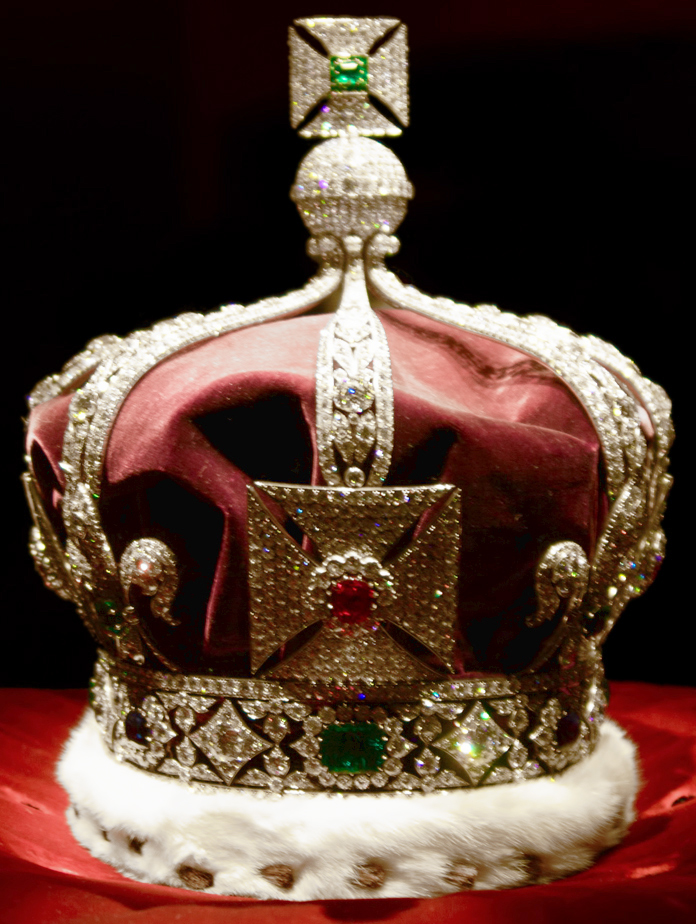
Kroon van de keizer van India, een titel van de Engelse staatshoofden.

### Finland

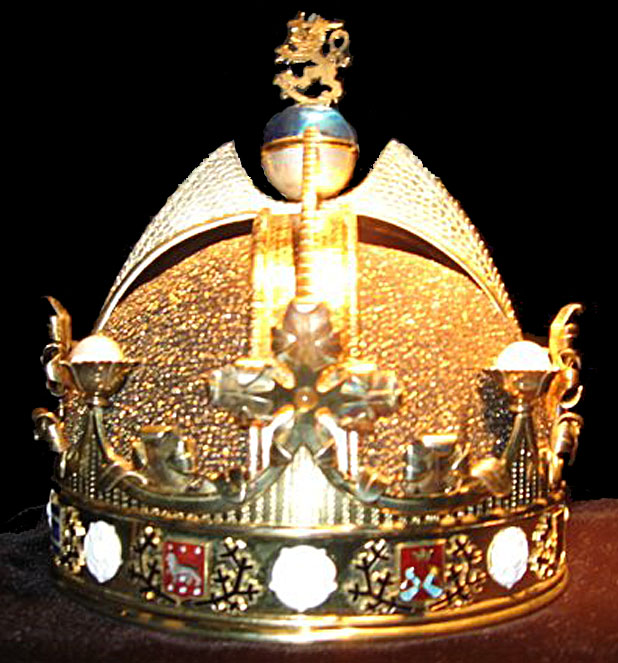
Kroon van Finland

Op 6 december 1917 verklaarde Finland, dat een groothertogdom onder de Russische tsaar was geweest, zich onafhankelijk van Rusland. Na de Finse Burgeroorlog verkoos het parlement - waarvan de sociaaldemocraten waren uitgesloten - op 9 oktober 1918 de Duitse prins Frederik Karel van Hessen-Kassel tot koning Väinö I. De koning regeerde slechts twee maanden.
Er werd speciaal voor deze koning een kroon gemaakt. Opvallend aan de kroon is dat de rijksappel waar normaliter een kruis staat nu het heraldisch symbool van Finland is geplaatst. Bij de diadeem staan de heraldische wapens van de 19 landskappen of regio's.

### Frankrijk
De meest gebruikte koningskroon van Frankrijk bestond uit een gouden band met daaraan Franse lelies afgewisseld met kleine puntjes. De Franse lelies ondersteunen een grotere Franse lelie (fleur de lis). Deze afbeelding is ook terug te vinden in het wapen van het koninkrijk Frankrijk.
De Franse regalia werden bewaard in de Abdij van de Saint-Denis-basiliek ten noorden van Parijs. Tot aan de Franse revolutie kon men daar de heilige kroon van Lodewijk IX van Frankrijk en de kronen van Filips Augustus en keizer Hendrik IV bezichtigen.
De kroon van Lodewijk XV (in 1722 in Reims gekroond) is bewaard gebleven. In 1792 zijn echter veel kronen en juwelen van de Bourbons omgesmolten. De diamanten waren niet in Saint Denis in bewaring gegeven. Een deel van de diamanten van de Franse kroon, waaronder de Regentdiamant, de Grand Sancy en vermoedelijk ook de "grote blauwe diamant van de kroon" (die misschien de Hope diamant is) werden door de Koning in andere sieraden en op geborduurde kleding gebruikt.

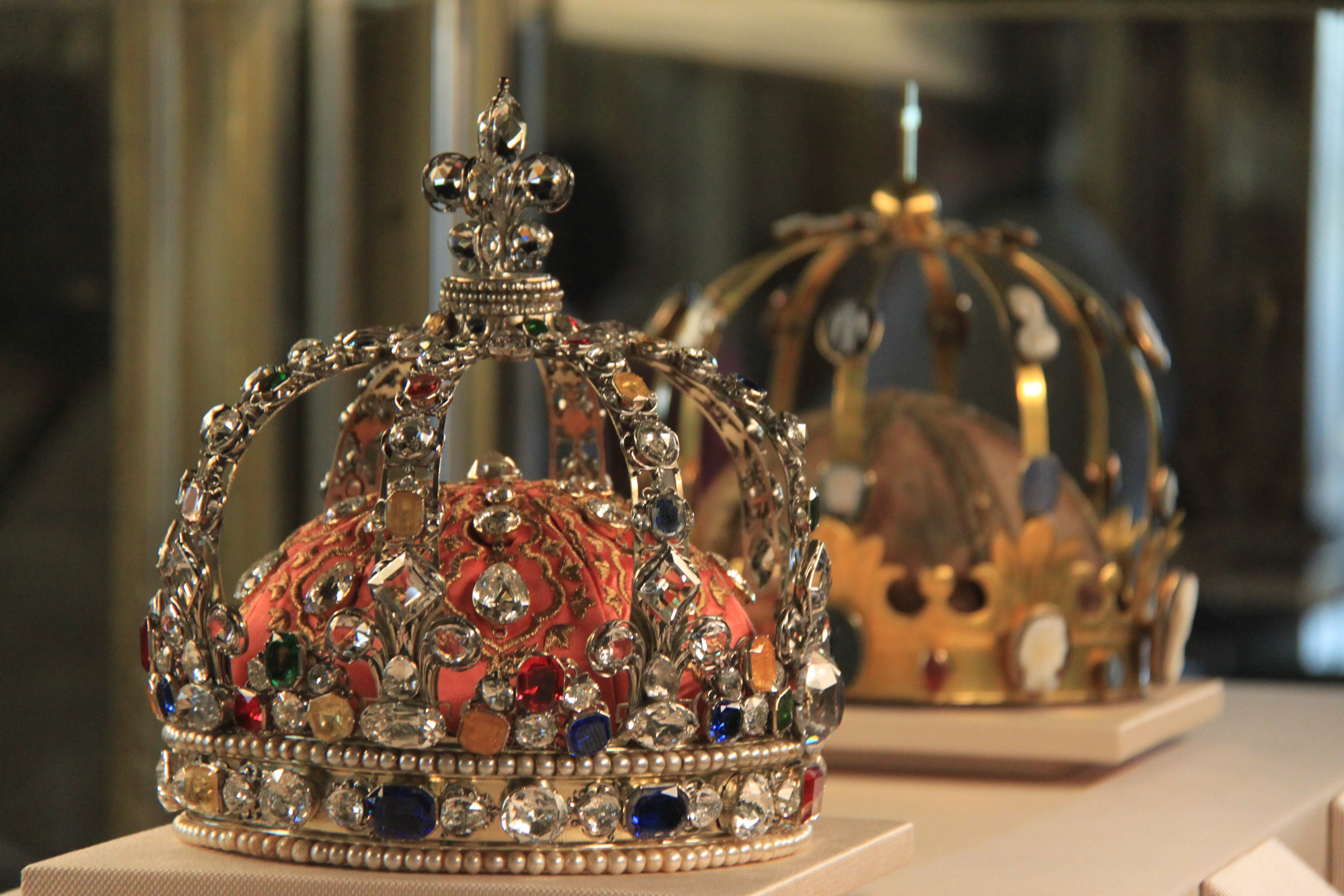
Kronen van Karel de Grote en Lodewijk XV van Frankrijk
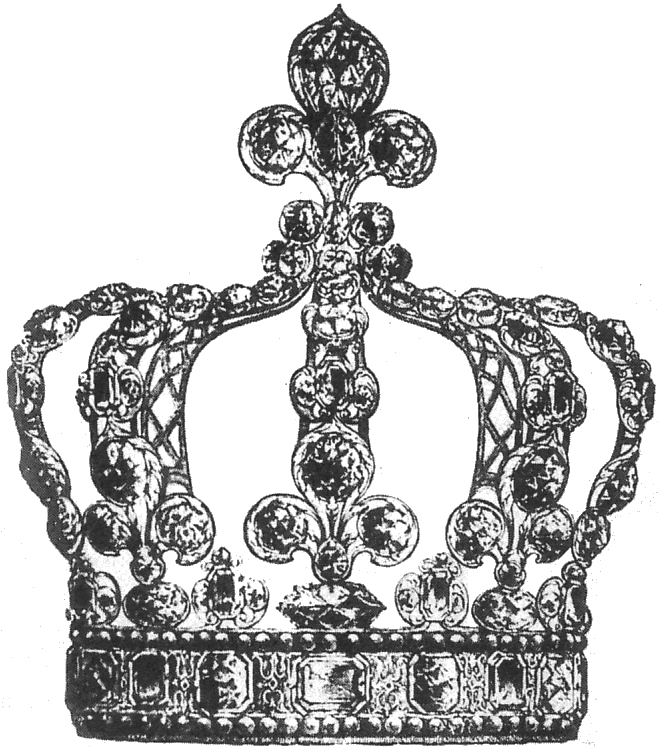
Kroon van koningin Maria Leszczyńska vrouw van Lodewijk XV
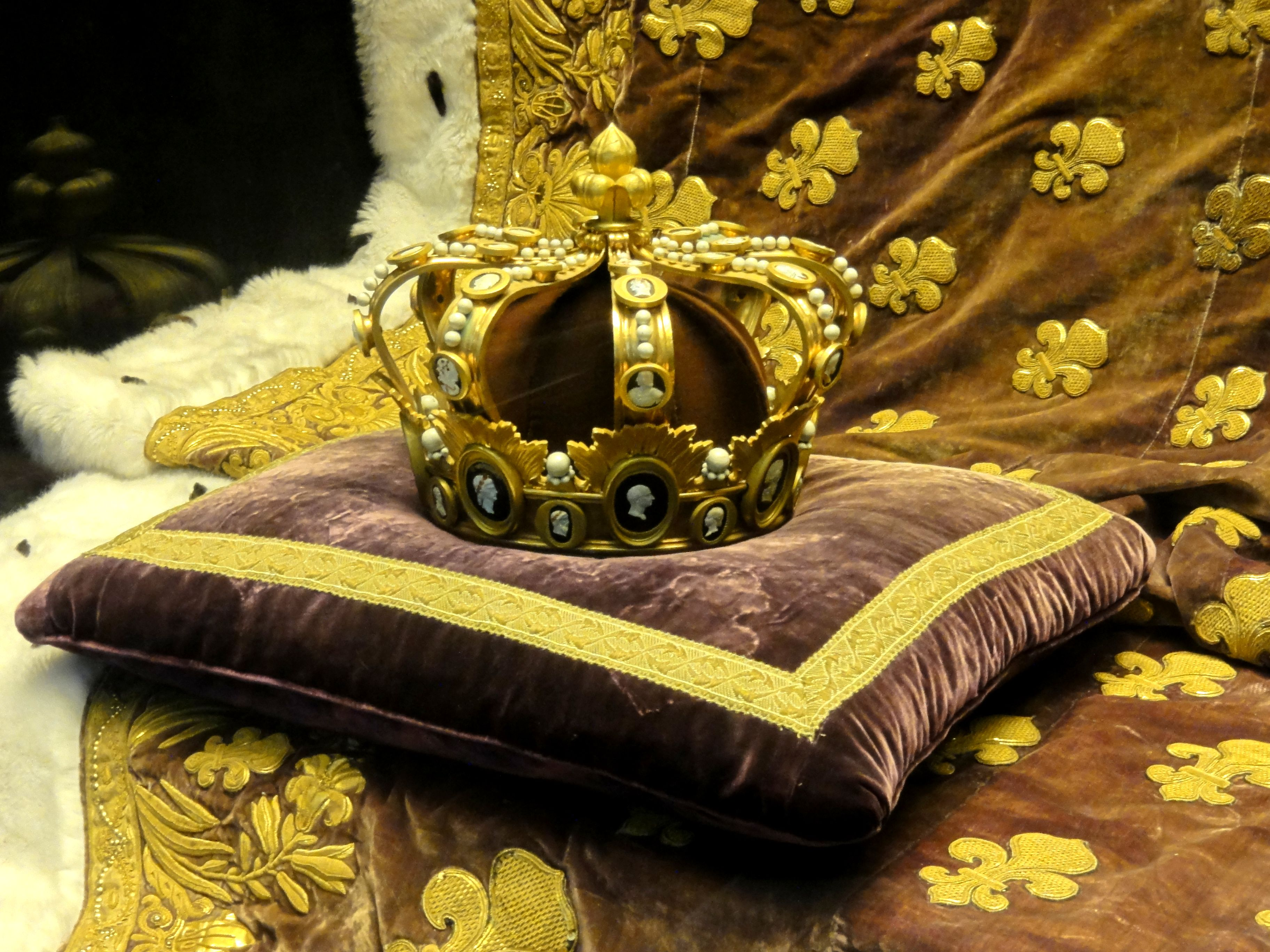
Kroon van Lodewijk XVIII
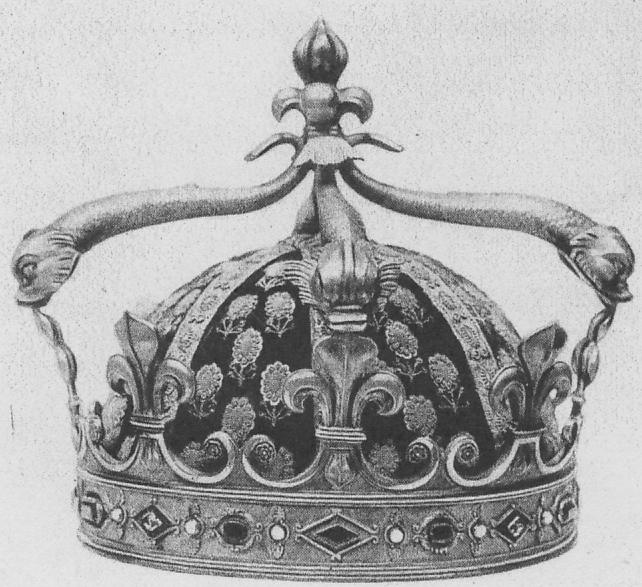
Kroon van de Dauphin Louis Antoine
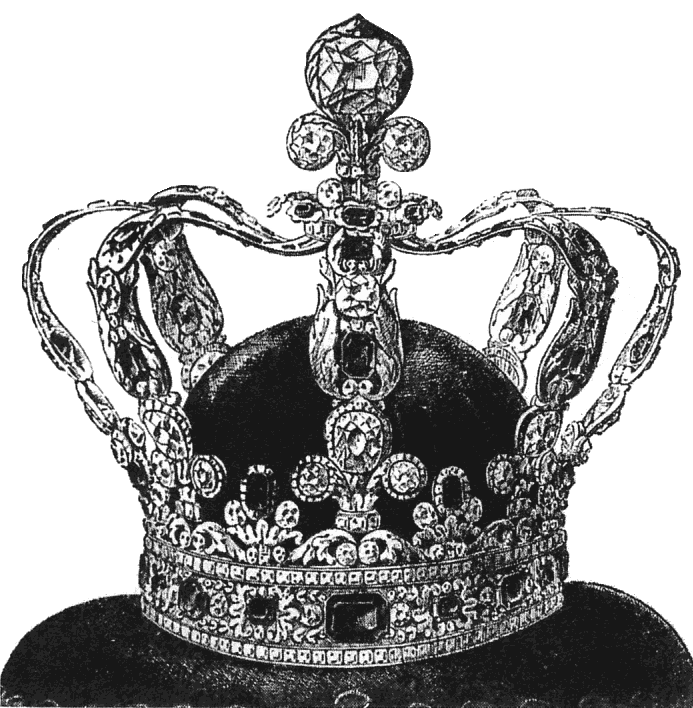
Kroon van Karel X van Frankrijk

### Griekenland
Toen Otto I van Griekenland koning werd van Griekenland in 1832 werd er regalia besteld bij de Franse juwelier Fossin et Fillis te Parijs en werd hij gekroond in Griekenland. Koning George I van Griekenland tot aan de laatste koning werden niet gekroond. De kroon en andere regalia werden door Albrecht, Hertog van Beieren, in 1959 verzonden naar Griekenland aan Paul I. Deze regalia werden geaccepteerd in Griekenland en bleven ook in Griekenland na de val van de monarchie.

### Hongarije
De Heilige kroon van Sint-Stefanus bestaat is de bekende kroon uit Hongarije, het is een nationaal symbool. De kroon heeft een eigen lijfwacht: een elite-eenheid van het Hongaarse leger bewaakt Hongarijes kostbare schat. De Oostenrijkse keizer en koning van Hongarije Karel I van Oostenrijk, die van 1916 tot 1918 regeerde, is als laatste met deze kroon gekroond. Bij niet regerende koninginnen, de laatsten waren koningin Zita van Bourbon-Parma en Koningin "Sisi" Elisabeth werd de kroon een moment boven de rechterschouder gehouden.
Het is een wat merkwaardige vorm in vergelijking met de westerse kronen. In plaats van bladeren, fleurs de lis of kruisen bestaat de kroon uit haaks oplopende punten. De kroon is een bol met daarop een scheef kruis. Hij bestaat uit twee delen: het onderste deel is Byzantijns en werd door keizer Michael VII Ducas geschonken. Het is een glad, rond diadeem met grote saffieren en emaillen afbeeldingen van Michael VII Ducas, diens zoon Constantijn, de Heilige Demetrius, de heilige Joris en hertog Géza van Hongarije (? - 997), de vader van Stefanus. De negen hangers met robijnen en spinellen zijn een typisch ornament van een Byzantijnse kroon. Naast het portret van Géza is de tekst "despotes pistós" (Grieks: "Trouwe heerser") gegraveerd. Hieruit kunnen we opmaken dat de keizer de koning van de Hongaren als een vazal zag. Dit diadeem die de naam van de heilig verklaarde zoon draagt, is dus aan de vader geschonken. Het bovenste deel is een Latijnse beugelkroon die in het jaar 1000 door Paus Silvester II aan Hongarijes eerste koning Stefan werd geschonken. Stefan werd in het jaar 1000 gekroond. Op de beugels zijn vier heiligen, Petrus, Paulus, Jacobus en Johannes in emaille uitgebeeld. Boven op de kroon troont Christus, gezeten tussen zon en maan. Waarom het kruis scheef staat is onbekend.

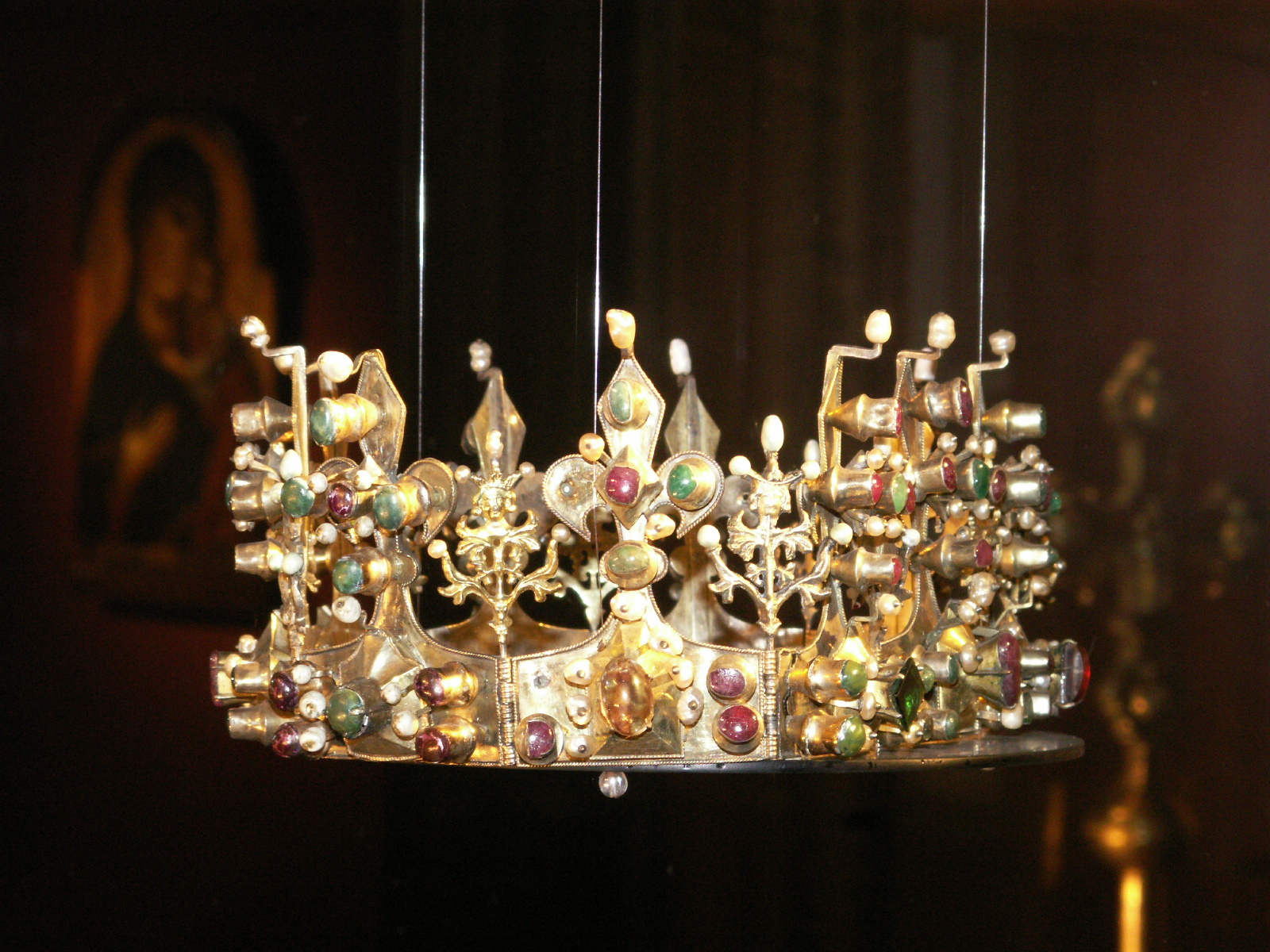
Kroon van Koningin Elizabeth Kotromanic (Koninkrijk Bosnië)
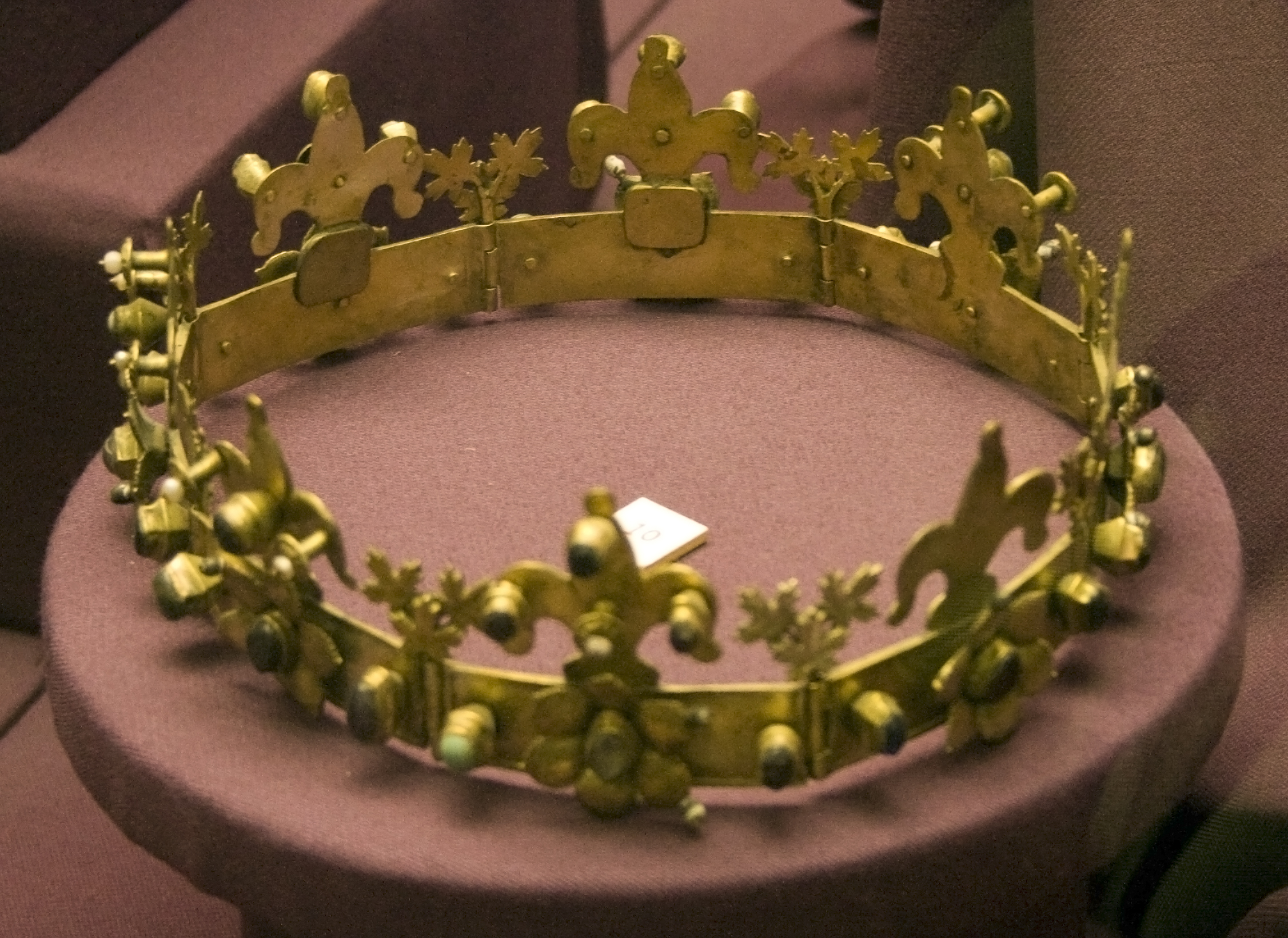
Begrafeniskroon van Stefanus V van Hongarije
Wapen met de Stefanuskroon
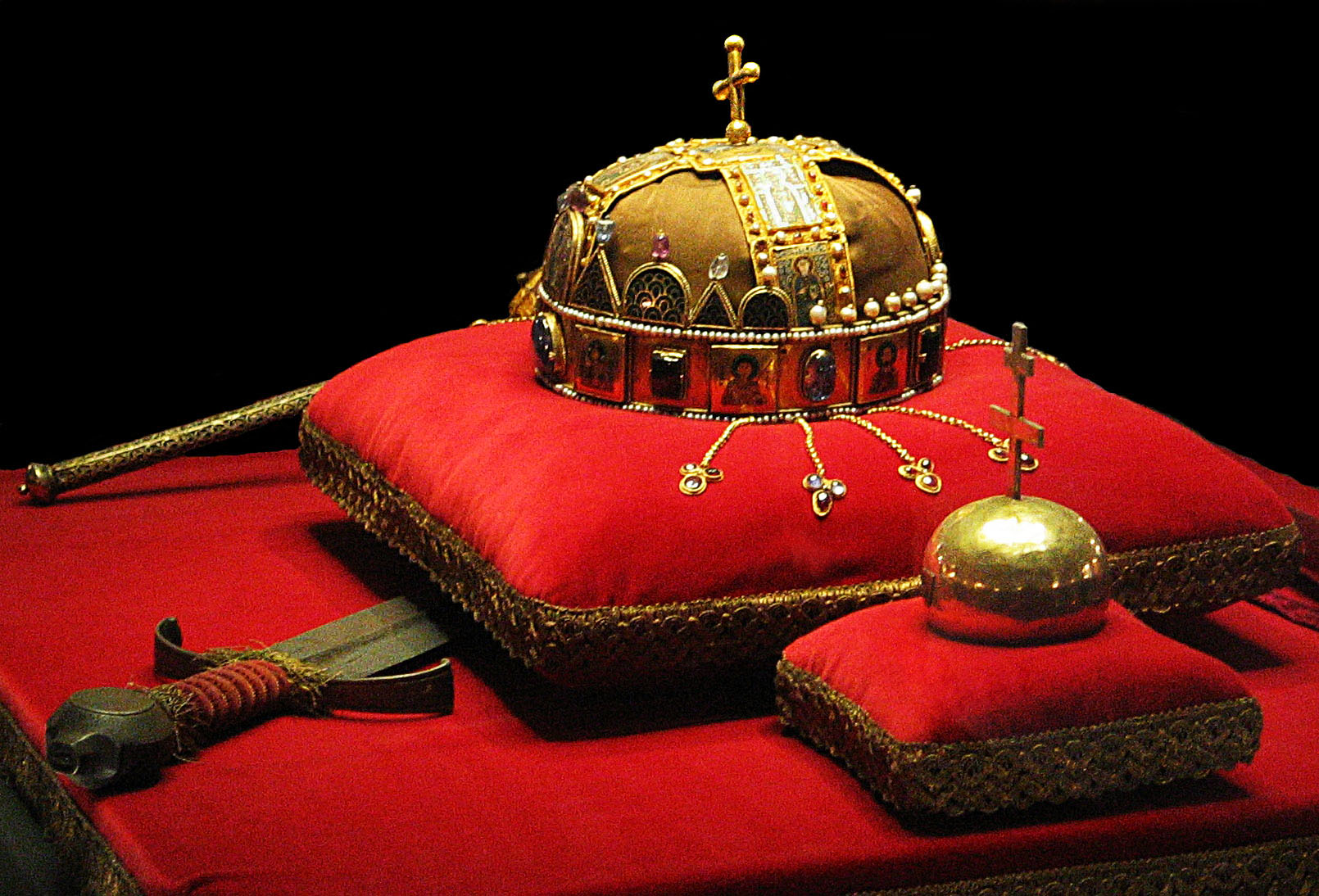
Stefanuskroon

### Italië
Er bestaan verschillende Italiaanse kronen, dit omdat Italië in de geschiedenis geen eenheid was maar verschillende staatjes.
In de eerste plaats is er de IJzeren Kroon, een middeleeuws diadeem, dat in de gesmede binnenrand een veronderstelde spijker uit het kruis waaraan Jezus Christus in Golgotha werd gedood, bevat. Napoleon Bonaparte gebruikte als koning van Italië deze ijzeren kroon. De kroon was bezit van de keizers van Oostenrijk en bevindt zich nu in de schatkamer van de Hofburg in Wenen. Napoleon stelde in 1805 een Orde van de IJzeren Kroon in, die later ook een Oostenrijkse ridderorde werd.
Italië bezat van 1868 tot 1946 een eigen Orde van de IJzeren Kroon. Het koninkrijk Italië dat in 1871 Italië verenigde en geregeerd werd door de vorsten uit het Huis Savoye bezat een eigen beugelkroon. Deze beugelkroon had bij het diadeem rood-witte kruizen.

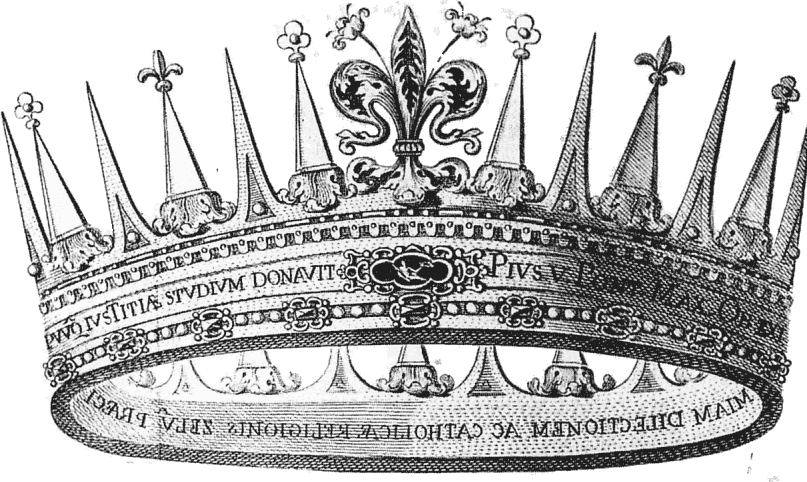
De kroon van de Groothertogen uit Florance
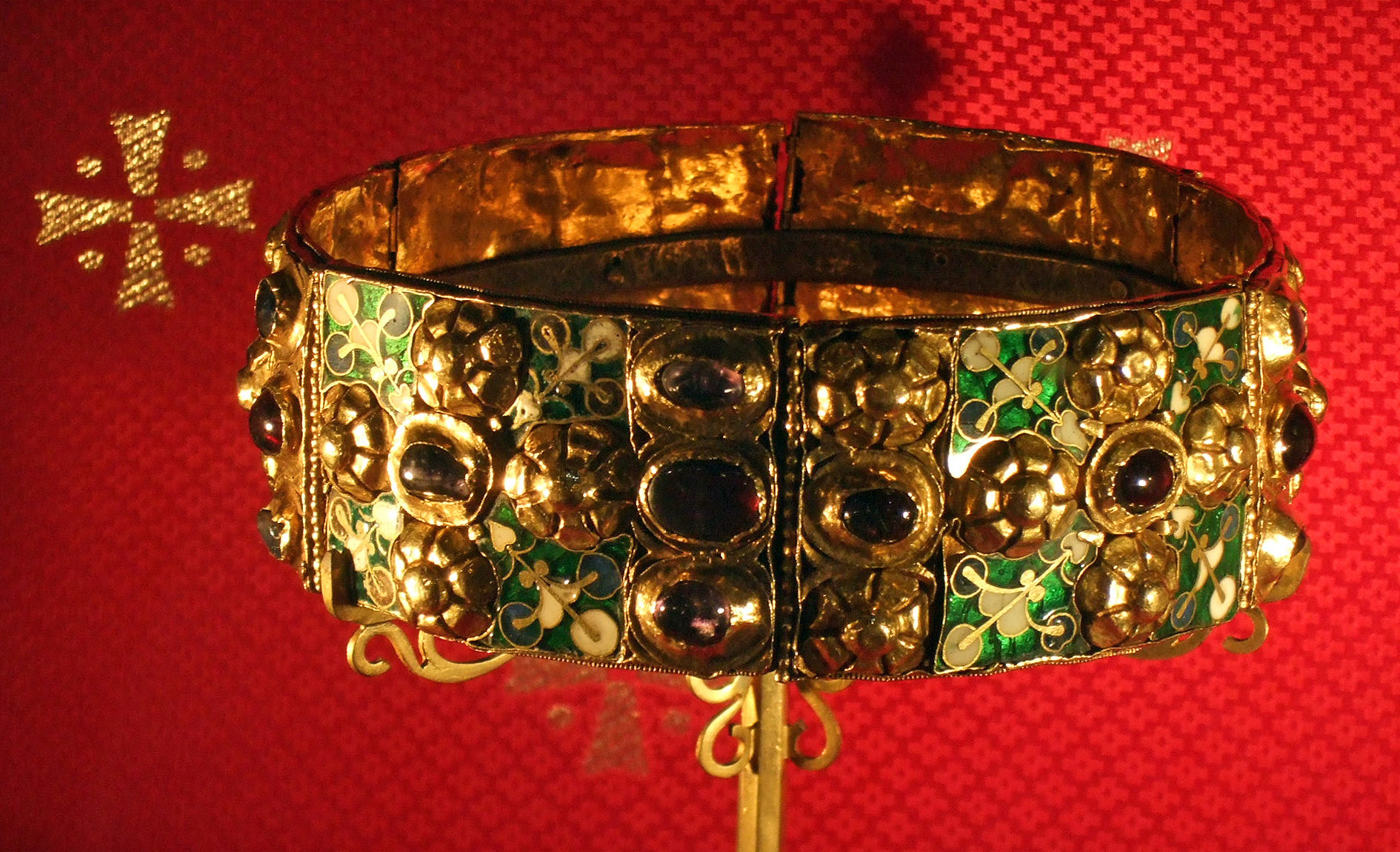
De ijzeren kroon van de Lombarden
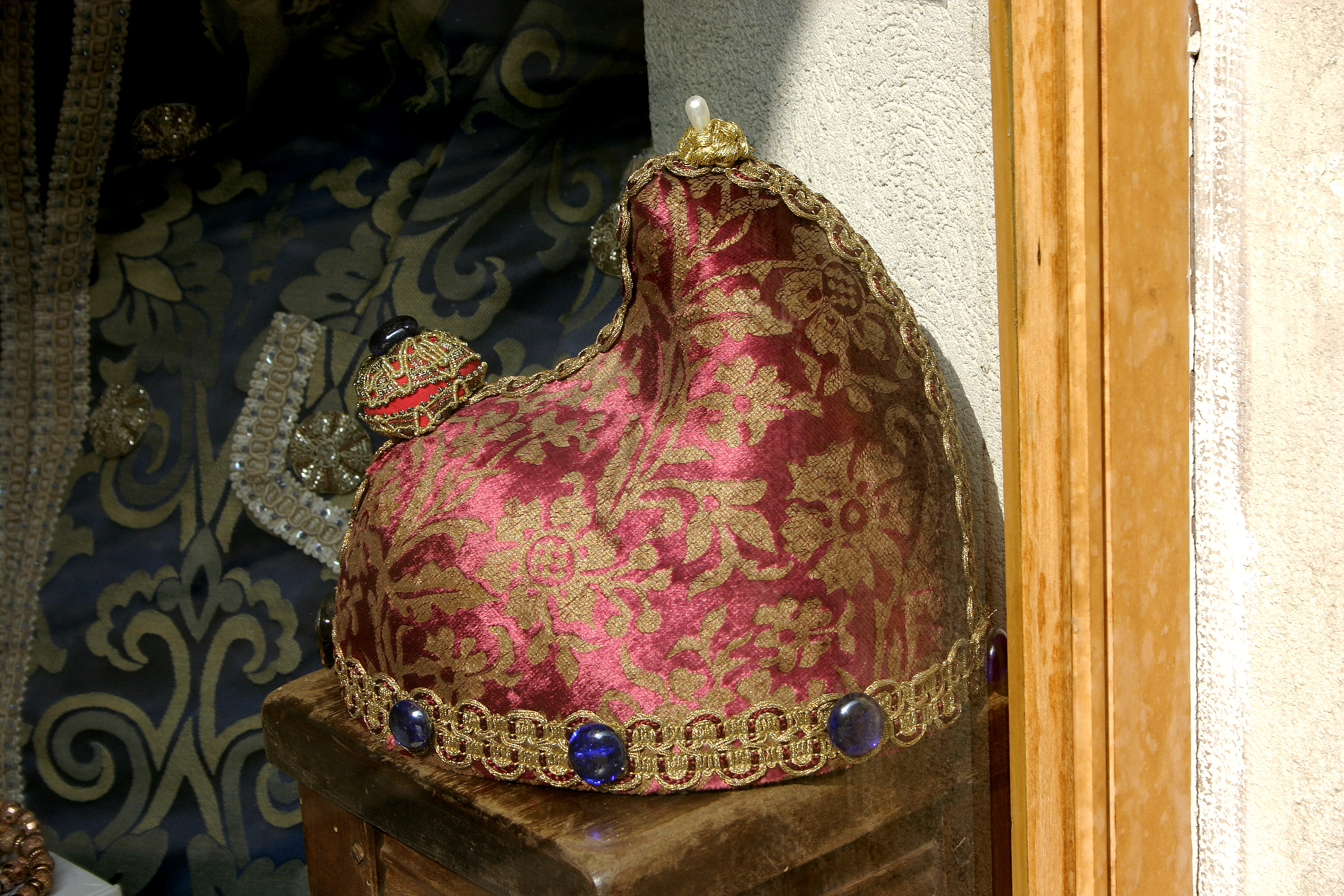
Kroon van de doges van Venetië

### Noorwegen
Een kroon was gemaakt in 1818 voor koning Karel XIV Johan van Zweden, ook koning van Noorwegen. Hij werd gebruikt voor de kroningen van Zweedse koningen in Noorwegen tot 1905, toen Haakon VII koning werd van een onafhankelijk Noorwegen en de kroon werd gebruikt voor zijn kroning. In 1908 is de kroning uit de Noorse grondwet geschrapt en vervangen door een inzegening. De kroon werd wel getoond bij de inzegening van koning Harald V van Noorwegen. De drie kronen verschillen zeer van elkaar. Het diadeem van de koningskroon bestaat uit een bladeren bezet met juwelen, die van de kroonprins heeft geen bloemen maar scherpe uitsteeksels die doen denken aan de kronen van Oost-Europa.

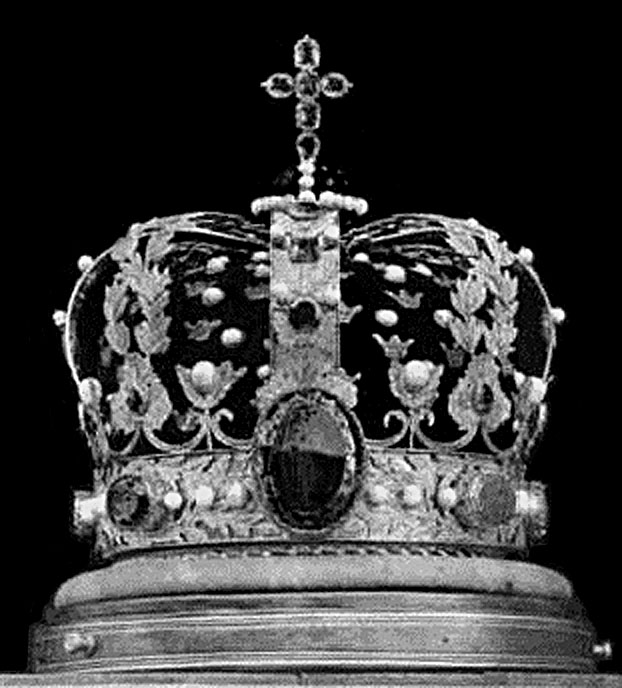
Kroon van Karel XIV Johan
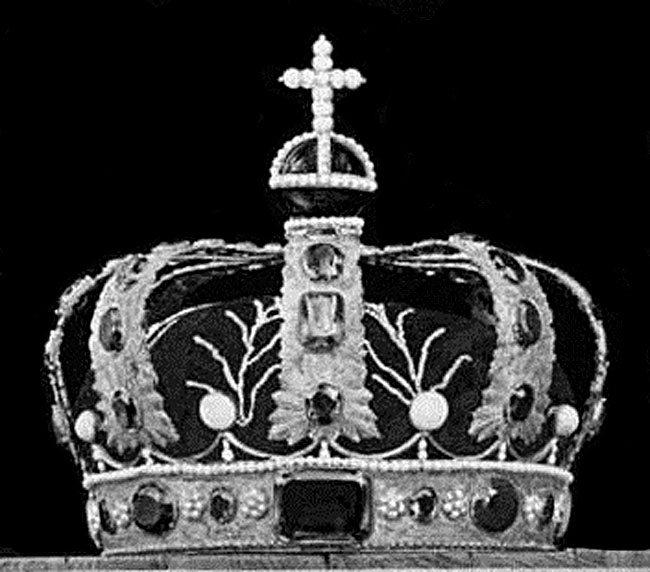
Koninginnekroon van Noorwegen
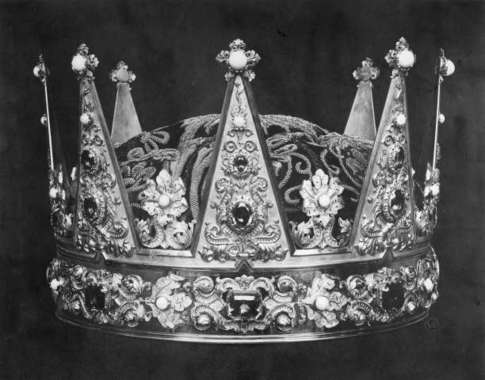
Kroon van de kroonprins

### Schotland
Schotland bezit eigen regalia, genaamd: "The honours of Scotland", waaronder een kroon. De laatste Britse koning die werd gekroond met de kroon was Karel II.

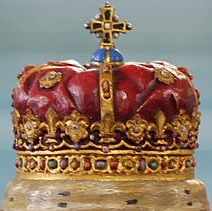
Replica van de koninklijke kroon van Schotland.

### Spanje
Er zijn in Spanje erg weinig kronen aanwezig. Spaanse vorsten worden niet gekroond maar benoemd; tijdens hun proclamatie zijn de kroon en de scepter voor hen geplaatst. De enige echte kroon van Spanje is een heraldische. Desondanks is er nog een kroon van Isabella I van Castilië uit 1474 bewaard gebleven.

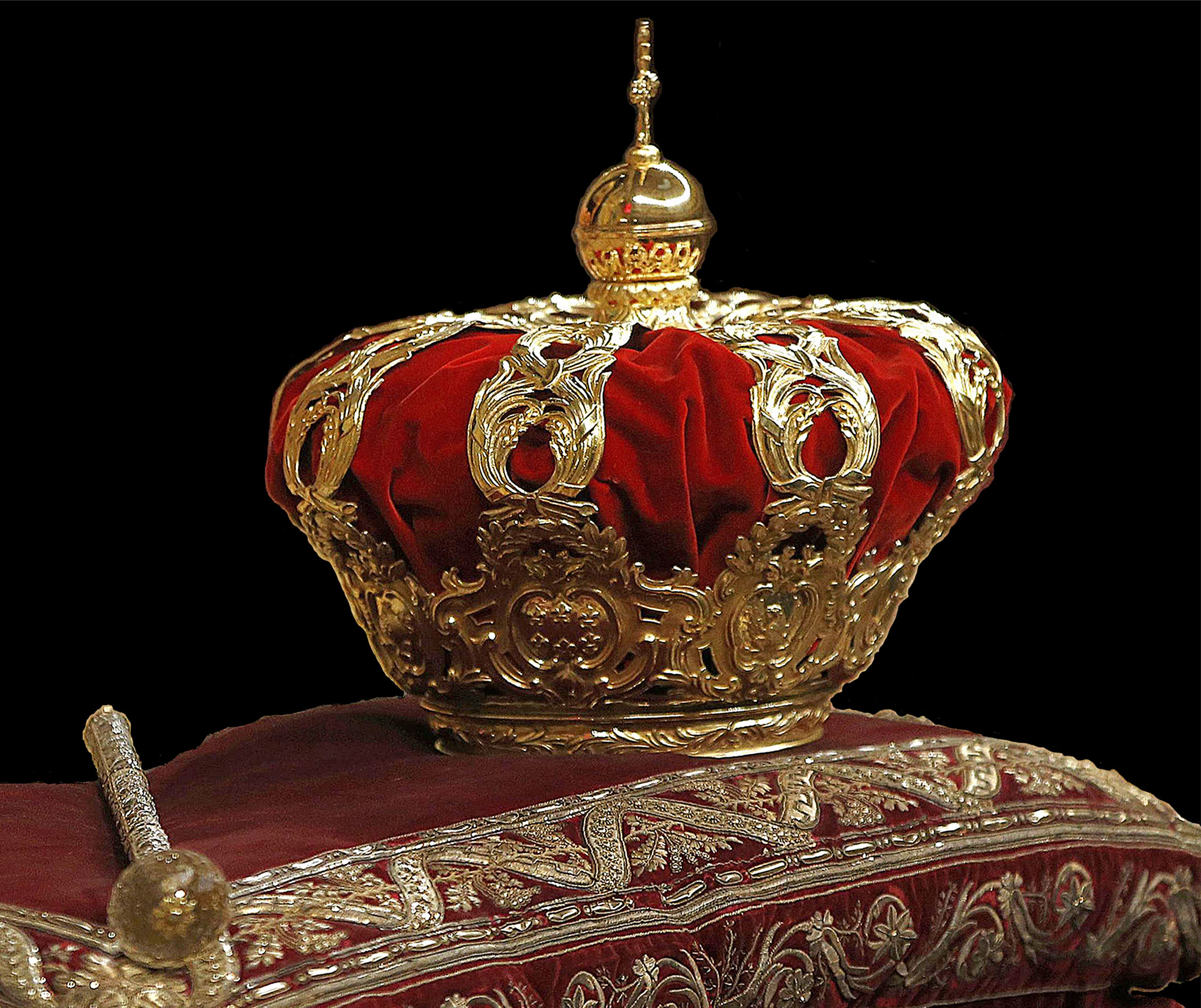
Kroon van koninkrijk Spanje
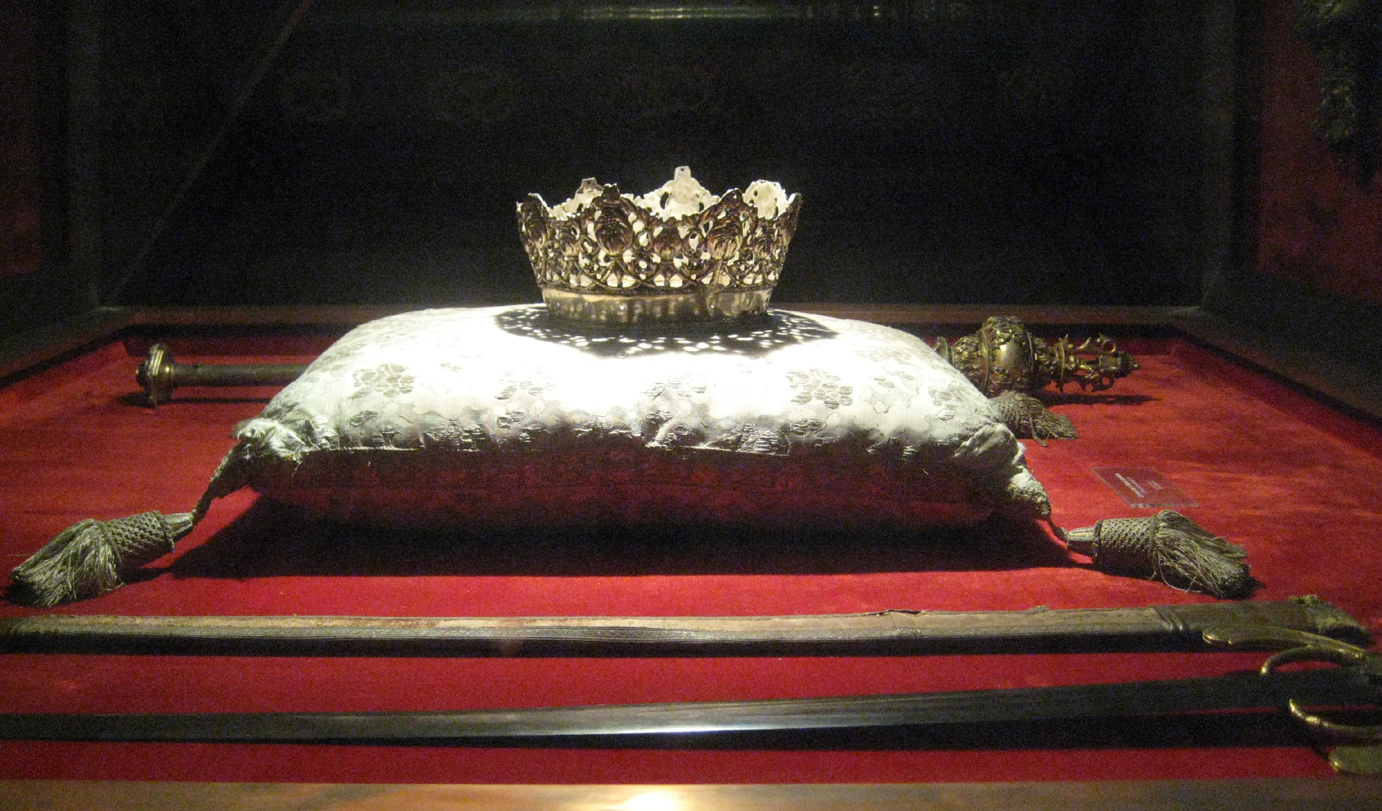
De kroon van Isabella I van Castilië

### Zweden
De kroon van Sint-Erik is in 1561 gemaakt door Cornelius ver Welden, een Vlaamse goudsmid, voor koning Erik XIV. Anders dan de heraldische kroon, die acht beugels heeft, heeft de kroon van Sint-Erik er vier. Hij werd gebruikt voor de kroningen van Zweedse koningen tot 1905.

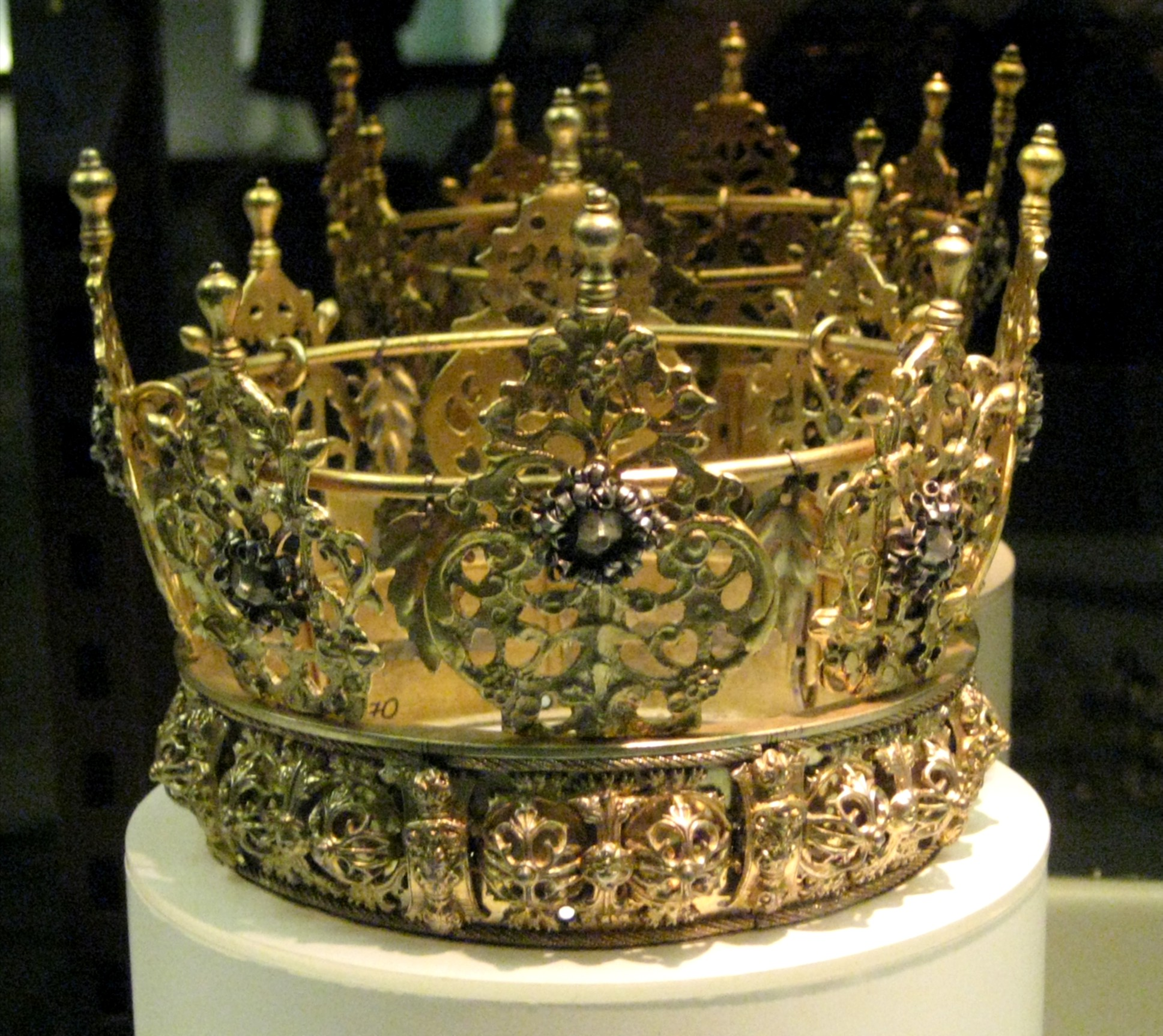
Kroon uit de 17e of 18e eeuw.
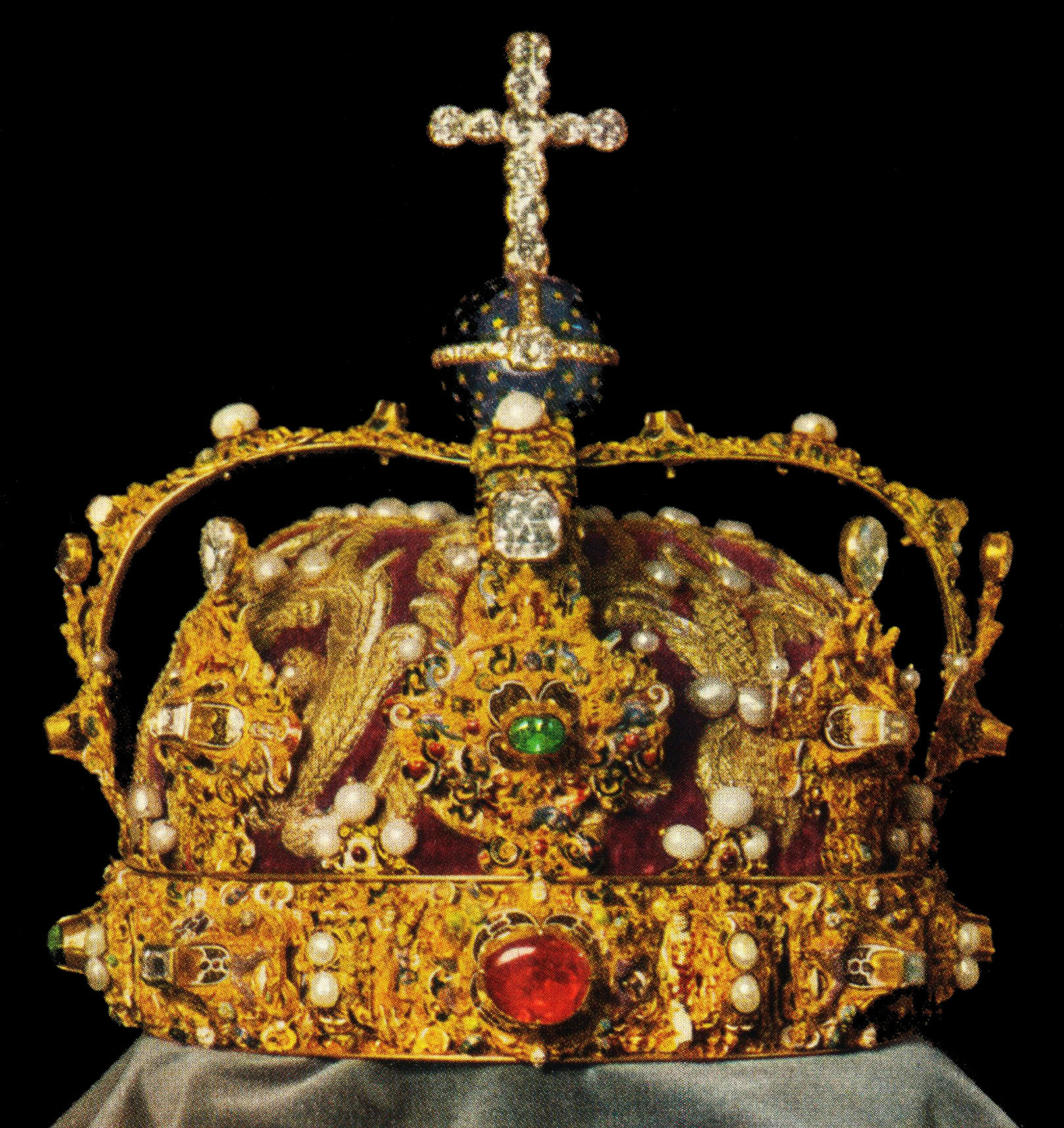
Kroon van Sint-Erik
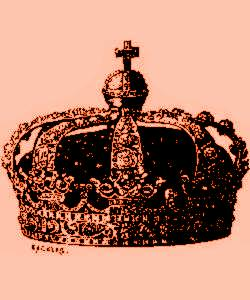
Koninginnenkroon gemaakt voor Louise Ulrica in 1751

## Voetnoten
1. ↑  René Bus, De juwelen van het Huis Oranje Nassau, Haarlem, 1996.
2. ↑  Emeis, M.G. (1967). Bonebakker 1792 – 1967.
3. ↑  'Verkeerde kroon op koningszegel'
4. ↑  The Consecration of King Harald and Queen Sonja
5. ↑  Whatever happened to the Spanish crown jewels, op website: spanishroyals.wordpress.com[dode link]